# Джоли, Анджелина
Анджели́на Джоли́ (англ. Angelina Jolie, произносится /dʒoʊˈliː/; при рождении — Анджели́на Джоли́ Войт, англ. Voight; род. 4 июня 1975, Лос-Анджелес, США) — американская актриса кино, телевидения и озвучивания, кинорежиссёр, сценаристка, продюсер, фотомодель и общественный деятель. Обладательница множества наград, включая «Оскар», «Тони» и три «Золотых глобуса». Неоднократно признавалась самой высокооплачиваемой актрисой Голливуда.
Её первые шаги в кино состоялись ещё в детстве, когда она снялась вместе с отцом, Джоном Войтом, в фильме «В поисках выхода» (1982). Однако полноценная актёрская карьера началась лишь спустя десятилетие с малобюджетной картины «Киборг 2» (1993), после чего последовала её первая главная роль в фильме «Хакеры» (1995). Прорывом для Джоли стали телевизионные ленты «Джордж Уоллес» (1997) и «Джиа» (1998), а в 2000 году она получила премию «Оскар» за лучшую женскую роль второго плана в драме «Прерванная жизнь» (1999). Роль Лары Крофт в фильме «Лара Крофт: Расхитительница гробниц» (2001) окончательно закрепила её статус звезды первой величины. В дальнейшем успех сопровождал её в таких блокбастерах, как «Мистер и миссис Смит» (2005), «Особо опасен» (2008) и «Солт» (2010), а также в фэнтези «Малефисента» (2014) и его сиквеле (2019). Кроме того, Джоли озвучивала персонажей в анимационных фильмах «Подводная братва» (2004) и серии «Кунг-фу панда» (2008—2016), а её драматические роли в картинах «Её сердце» (2007), «Подмена» (2008), принёсшая ей номинацию на «Оскар» за лучшую женскую роль, и «Мария» (2024) получили высокую оценку критиков.
Параллельно с актёрской работой Джоли проявила себя как кинорежиссёр и сценаристка, сняв военные драмы «В краю крови и мёда» (2011), «Несломленный» (2014), «Сначала они убили моего отца» (2017) и «Без крови» (2024). В качестве продюсера она участвовала в создании мюзикла «Аутсайдеры» (2024), который принёс ей премию «Тони» в категории «Лучший мюзикл».
Анджелина Джоли широко известна своей гуманитарной деятельностью. Она активно поддерживает программы, связанные с охраной природы, образованием и правами женщин. Особое внимание она уделяет помощи беженцам и до 2022 года выступала в качестве специального посланника Управления верховного комиссара ООН по делам беженцев. В рамках этой миссии она посещала лагеря беженцев и зоны военных конфликтов по всему миру. Помимо прочих наград, Джоли получила Гуманитарную премию имени Джина Хершолта, а также звание Дамы-командора британского ордена Святых Михаила и Георгия.
Как публичная персона, Джоли неоднократно включалась в списки самых влиятельных людей в американской индустрии развлечений, а многие издания называли её самой красивой женщиной в мире. Её личная жизнь, включая браки, отношения и проблемы со здоровьем, часто становилась предметом обсуждения в СМИ. Джоли была замужем за актёрами Джонни Ли Миллером, Билли Бобом Торнтоном и Брэдом Питтом, с последним из которых у неё шестеро детей.

## Ранние годы
Анджелина Джоли Войт родилась 4 июня 1975 года в медицинском центре «Седерс-Синай» в Лос-Анджелесе, штат Калифорния. Её родителями были актёры Джон Войт и Маршелин Бертран. Она приходится младшей сестрой актёру Джеймсу Хейвену, племянницей певцу Чипу Тейлору и вулканологу Барри Войту, а её крёстными стали известные актёры Жаклин Биссет и Максимилиан Шелл. По отцовской линии у Джоли немецкие и словацкие корни, а по материнской — голландские и французские. Среди её предков по материнской линии был даже бывший премьер-министр Нидерландов Вим Кок. Сама актриса также неоднократно упоминала о возможном наличии у неё отдалённых корней ирокезов через франкоканадскую линию матери, однако её отец позже опроверг эту информацию, заявив, что это было выдумано для придания образу Бертран экзотичности.
После развода родителей в 1976 году Анджелина и её брат остались с матерью, которая оставила актёрскую карьеру, чтобы посвятить себя воспитанию детей. Хотя Маршелин воспитывала дочь в католической традиции, она не настаивала на регулярном посещении церкви. Интерес к актёрскому ремеслу у Джоли возник не из-за успешной карьеры отца, а благодаря совместному просмотру фильмов с матерью. Тем не менее, её первое появление на экране состоялось уже в семилетнем возрасте — она сыграла эпизодическую роль в фильме отца «В поисках выхода» (1982). Когда Анджелине было шесть лет, семья переехала в Палисейдс, штат Нью-Йорк, где Бертран жила со своим партнёром, режиссёром Биллом Дэем, но спустя пять лет они вернулись в Лос-Анджелес. В подростковом возрасте Джоли осознанно решила стать актрисой и поступила в Театральный институт Ли Страсберга, где два года обучалась актёрскому мастерству и участвовала в театральных постановках.
Я сама была в школе панком. Я не выглядела правильной и, такой, привлекательной. И я всегда казалась интересной, или странной, или мрачной… Я обычно носила чёрные ботинки, рваные джинсы и старый пиджак и чувствовала себя так более комфортно. Я не собиралась притворяться умной, правильной, сосредоточенной на учёбе девочкой. Мне были больше понятны какие-то мрачные, унылые вещи, вызывающие эмоции.
В школе её жизнь складывалась непросто. Сначала она училась в Беверли-Хиллз, где чувствовала себя чужой среди детей из обеспеченных семей, поскольку её мать не могла позволить себе такой уровень жизни. Подвергаясь насмешкам из-за худобы, очков и брекетов, Джоли перевелась в альтернативную школу «Морено», где полностью сменила имидж, одеваясь во всё чёрное, увлекшись панк-культурой и даже экспериментируя с ножами вместе со своим парнем. В этот период она забросила актёрские занятия, увлеклась темой смерти и даже планировала стать гробовщиком, самостоятельно изучая бальзамирование. В 16 лет, после расставания с парнем, она окончила школу, сняла собственную квартиру и вновь вернулась к актёрскому мастерству, хотя позже признавалась, что в душе всегда оставалась «панкующей татуированной девчонкой».
В юности Джоли испытывала серьёзные психологические трудности: она страдала от одиночества, склонности к самоповреждению, бессонницы и расстройства пищевого поведения. Позже она объясняла, что причинение себе физической боли давало ей ощущение освобождения и даже своеобразной терапии. Кроме того, в этот период она экспериментировала с наркотиками, попробовав к 20 годам, по её собственным словам, «почти все возможные вещества», включая героин. Дважды — в 19 и 22 года — она всерьёз задумывалась о самоубийстве, а во втором случае даже пыталась нанять киллера, чтобы тот убил её. В 24 года у неё случился нервный срыв, после которого она провела три дня в психиатрическом отделении UCLA Medical Center. Переломным моментом стало усыновление её первого ребёнка, Мэддокса: как позже признавалась Джоли, с этого момента она окончательно отказалась от саморазрушительного поведения, осознав свою ответственность как матери.

### Отношения с отцом

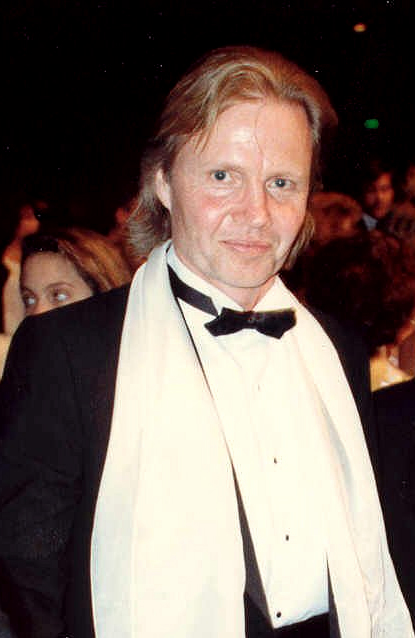
Войт на 60-й церемонии вручения премий «Оскар» (1988)

Отношения Джона Войта и Анджелины Джоли на протяжении многих лет оставались сложными и неоднозначными, их конфликты имели глубокие корни, связанные с событиями прошлого. В 1980 году Войт расстался с матерью Анджелины, Маршелин Бертран, из-за своей измены, что нанесло серьёзную травму всей семье. В 2020 году Джоли, вспоминая этот период, написала в The New York Times, что роман её отца на стороне кардинально изменил жизнь её матери. По словам близких к актрисе источников, она до сих пор испытывает гнев и обиду в отношении отца, несмотря на прошедшие годы.
В детстве их общение было редким и часто происходило на публике, создавая иллюзию близости, о чём сама Джоли рассказывала в интервью Philadelphia Inquirer в 2003 году. В 2001 году им удалось на время сблизиться благодаря совместным съёмкам в фильме «Лара Крофт: Расхитительница гробниц», где они играли отца и дочь. Однако это воссоединение оказалось кратковременным. Уже в следующем году Анджелина и её брат Джеймс Хейвен официально отказались от фамилии «Войт». Этот шаг стал ответом на интервью Джона, в котором он заявил, что у его дочери и её тогдашнего мужа, Билли Боба Торнтона, были «серьёзные проблемы». Сама Джоли не стала вдаваться в подробности их разрыва, лишь отметив, что и она, и её брат хотели бы восстановить отношения с отцом, но это оказалось невозможным. Она также подчеркнула, что считает вредным для себя поддерживать с ним контакт, особенно после того, как сама стала матерью.
Новый этап в их отношениях наступил в 2007 году после смерти Маршелин от рака. Эта утрата послужила толчком к временному примирению: Джоли признала, что для неё важно, чтобы её дети знали деда, и между ними началось постепенное сближение. В последующие годы их отношения продолжали улучшаться. Например, в 2016 году, во время её расставания с Брэдом Питтом, Войт поддержал дочь и внуков, за что Джоли публично выразила ему благодарность, отметив, что он проявил понимание и был рядом в трудный момент.
Однако к 2023 году между ними вновь возникла напряжённость, на этот раз из-за политических разногласий. Войт, являясь сторонником Дональда Трампа, резко раскритиковал публичную позицию Джоли, которая выступила в поддержку Палестины на фоне эскалации конфликта с Израилем. Он заявил, что его дочь «не понимает Божьей истины» и находится под влиянием «антисемитски настроенных людей». В свою очередь, Джоли, много лет занимающаяся гуманитарной деятельностью в рамках сотрудничества с ООН, призвала к немедленному прекращению огня и осудила бомбардировки в секторе Газа. Её заявления спровоцировали новый виток конфликта с отцом, продемонстрировав, что даже спустя десятилетия их отношения остаются хрупкими и подверженными внешним влияниям.

## Карьера в кинематографе

### Ранние работы (1991—1997)
Анджелина Джоли начала серьёзно задумываться о профессиональной актёрской карьере в шестнадцатилетнем возрасте, однако поначалу ей не удавалось успешно проходить кастинги. По её собственным воспоминаниям, многие режиссёры и кастинг-директора считали её манеру поведения «излишне мрачной». В этот период она снялась в пяти студенческих короткометражных фильмах, которые снимал её брат во время обучения в Школе кинематографических искусств Университета Южной Калифорнии. Параллельно Джоли появлялась в клипах известных музыкантов: например, в видео Ленни Кравица «Stand by My Woman» (1991), Антонелло Вендитти «Alta Marea» (1991), группы The Lemonheads «It’s About Time» (1993) и Мита Лоуфа «Rock and Roll Dreams Come Through» (1993). В 1993 году её изображение также украсило обложку альбома Everyday группы Widespread Panic.
Наблюдая за работой своего отца, Джоли переняла его метод вживания в роль через внимательное изучение поведения окружающих людей. В этот период их сложные отношения несколько улучшились: как позже признавалась сама актриса, она осознала, что они с отцом во многом похожи — оба обладали яркой, экспрессивной натурой.
Дебют Джоли в большом кино состоялся в 1993 году, когда она получила первую главную роль в научно-фантастическом фильме «Киборг 2» — сиквеле, выпущенном сразу на видео. Её персонаж, антропоморфный робот, созданный для шпионажа и убийств, не принёс актрисе удовлетворения: разочарование в проекте было настолько сильным, что после съёмок она на год отказалась от участия в каких-либо кастингах. После эпизодической роли в независимом фильме «Без доказательств» (1995) Джоли снялась в своей первой крупной голливудской картине — «Хакеры» (1995). Несмотря на провал в прокате, фильм со временем приобрёл культовый статус, а исполненная Джоли роль стала для неё прорывом. Критик The New York Times Джанет Мэслин отметила, что персонаж Джоли выделяется на фоне остальных «ещё более язвительной угрюмостью», добавив, что актриса создала «редкий образ девушки-хакера, сосредоточенно работающей за клавиатурой в полупрозрачной блузке».
Впоследствии Джоли сыграла в нескольких малобюджетных проектах, включая современную адаптацию «Ромео и Джульетты» под названием «Итальянские любовники» и роуд-муви «Луна пустыни». Более значимой стала её роль в драме «Ложный огонь», где она воплотила образ бродяги по имени Легс, объединившей группу школьниц против учителя-харассера. Рецензент Los Angeles Times Джек Мэтьюз писал, что, несмотря на шаблонность сценария, Джоли «благодаря харизме сумела преодолеть стереотипность персонажа», сделав его центральной фигурой повествования.
В 1997 году актриса снялась вместе с Дэвидом Духовны в криминальном триллере «Изображая бога», действие которого разворачивается в криминальных кругах Лос-Анджелеса. Фильм получил прохладные отзывы: так, Роджер Эберт из Chicago Sun-Times отметил, что Джоли «привносит неожиданную теплоту в образ, который традиционно изображают жёстким и агрессивным», добавив, что она «выглядит слишком мягкой для роли подруги мафиози». Ещё менее успешной оказалась её работа в мини-сериале CBS «Настоящие женщины» (1997), где она играла поселенку времён освоения Дикого Запада. Критик The Philadelphia Inquirer Роберт Штраус резко раскритиковал её исполнение, сравнив с «пародией на Скарлетт О’Хару» и указав на избыточную театральность. В том же году Джоли появилась в клипе Rolling Stones «Anybody Seen My Baby?» в образе стриптизёрши, покидающей сцену посреди выступления.

### Восхождение к известности (1998—2000)
Карьера Джоли получила новый импульс после того, как она выиграла премию «Золотой глобус» за роль в фильме «Джордж Уоллес» (1997), снятом для телеканала TNT. Эта картина рассказывала о жизни Джорджа Уоллеса — губернатора Алабамы, известного своей поддержкой расовой сегрегации, а впоследствии ставшего кандидатом в президенты США. Роль Уоллеса исполнил Гэри Синиз, а Джоли сыграла его вторую жену, Корнелию Уоллес. Обозреватель The Philadelphia Inquirer Ли Винфри назвал её игру одной из главных удач фильма. Картина получила положительные отзывы критиков, а сама актриса была номинирована на премию «Эмми» в категории «Лучшая женская роль второго плана в мини-сериале или телефильме».
Роль Джии принесла Джоли широкое признание — и неудивительно. Её игра яростна и обаятельна одновременно, дышит отчаянием и страстью, превращаясь, возможно, в самый прекрасный кинематографический крах из всех, что мы видели.
Следующей значимой работой Джоли стала главная роль в телефильме канала HBO «Джиа» (1998), посвящённом трагической судьбе супермодели Джии Каранджи. Фильм показывал, как её карьера и жизнь разрушились из-за героиновой зависимости, а затем и из-за СПИДа, ставшего причиной её смерти в середине 1980-х. Кинокритик Ванесса Вэнс позже отмечала, что именно эта роль принесла Джоли широкое признание: актриса создала яркий, эмоционально насыщенный образ, сочетающий в себе обаяние, отчаянную энергию и внутреннюю разруху. За эту работу Джоли во второй раз подряд получила «Золотой глобус», а также номинацию на «Эмми» и свою первую премию Гильдии киноактёров США.
В этот период Джоли активно использовала метод Ли Страсберга, предполагающий полное погружение в роль даже между дублями. Во время съёмок «Джии» она сообщила своему тогдашнему мужу, Джонни Ли Миллеру, что не сможет с ним общаться, объясняя это тем, что её персонаж «одинок, умирает, является геем и не видится с близкими». После завершения работы над фильмом Джоли временно оставила актёрскую профессию, заявив, что у неё «больше не осталось эмоциональных ресурсов». Она рассталась с Миллером, переехала в Нью-Йорк и начала посещать вечерние курсы по режиссуре и сценарному мастерству в Нью-Йоркском университете. Однако успех «Джорджа Уоллеса» и восторженные отзывы о «Джии» вдохновили её вернуться в кино.
После выхода криминальной драмы «Адская кухня» (1998), съёмки которой проходили ранее, Джоли появилась в романтической антологии «Превратности любви» (1998) в составе звёздного актёрского ансамбля, включавшего Шона Коннери, Джиллиан Андерсон и Райана Филиппа. Фильм получил в основном положительные оценки, причём критики особо выделили игру Джоли. Обозреватель San Francisco Chronicle Питер Стэк писал, что, несмотря на перегруженность её персонажа драматическими деталями, актриса создала впечатляющий образ одинокой женщины, ищущей любви в ночных клубах. За эту роль она получила награду «Прорыв года» от Национального совета кинокритиков США.
В 1999 году Джоли снялась в комедийной драме «Управляя полётами» вместе с Джоном Кьюсаком, Билли Бобом Торнтоном и Кейт Бланшетт. Однако фильм получил неоднозначные отзывы, а её персонаж — эксцентричная жена героя Торнтона — подвергся критике за неестественность. Журналист The Washington Post Дессон Хоуи иронично назвал эту героиню «абсурдной фантазией сценариста», отметив её нарочитую экстравагантность. Затем последовала роль в триллере «Власть страха» (1999), где Джоли сыграла полицейскую, помогающую парализованному детективу (Дензел Вашингтон) выследить серийного убийцу. Несмотря на кассовые сборы в $151,5 млн, фильм был холодно встречен критиками. Терри Лоусон из Detroit Free Press отметил, что, хотя Джоли «приятно смотреть на экране», она совершенно не подходит для этой роли.
Джоли становится одной из самых ярких и неукротимых актрис современного кино — вольной пушкой, которая, тем не менее, бьёт без промаха.
Затем актриса сыграла Ли́су Роу — социопатичную пациентку психиатрической клиники — в фильме «Прерванная жизнь» (1999), экранизации одноимённой книги Сюзанны Кейсен. Хотя ожидалось, что эта картина станет триумфальным возвращением Вайноны Райдер, исполнившей главную роль, настоящую славу и признание критиков снискала Джоли, чья работа стала важным шагом в её голливудской карьере. Журнал Variety в лице критика Эмануэля Леви отметил: «Джоли великолепна в роли эксцентричной и безрассудной девушки». Стивен Холден из The New York Times в своей рецензии написал, что «яростная и эмоциональная игра Джоли передаёт пугающую притягательность этого жёсткого и рискованного фильма». Высоко оценил её актёрскую работу и известный кинокритик Роджер Эберт.

Эта роль принесла Джоли третий «Золотой глобус», вторую премию Гильдии киноактёров США, а также первые награды Critics' Choice и «Оскар» — всё в категории «Лучшая женская роль второго плана». Кроме того, она была удостоена звания «Актрисы года» по версии Hollywood Film Festival и премии Национальной ассоциации владельцев кинотеатров как лучшая актриса второго плана. Критик Salon.com Аллен Барра, анализируя её работы в «Прерванной жизни» и особенно в «Джиа», назвал их, возможно, «самыми сильными актёрскими исполнениями за последние двадцать лет в американском кино», добавив: 
Сложно представить кого-то ещё в этих ролях. В своих лучших проявлениях Джоли заставляет почти всех актрис своего поколения казаться робкими.
В 2000 году Джоли впервые появилась в летнем блокбастере — фильме «Угнать за 60 секунд», который стал её самым кассовым проектом на тот момент, собрав в мировом прокате $237,2 млн. Она сыграла небольшую роль механика и бывшей подруги угонщика автомобилей, которого исполнил Николас Кейдж. Рецензент The Washington Post Стивен Хантер раскритиковал её персонажа, написав: «Всё, что она делает в этом фильме, — стоит в сторонке, демонстрируя свои выразительные губы и мускулистые руки». Однако сама Джоли позже объясняла, что съёмки в этом фильме стали для неё своего рода отдыхом после эмоционально сложной работы в «Прерванной жизни».

### Всемирное признание (2001—2004)
Несмотря на высокую оценку её актёрского мастерства, Джоли долгое время не могла найти роли, которые привлекли бы широкую аудиторию. Однако международное признание пришло к ней после того, как она получила роль Лары Крофт в фильме «Лара Крофт: Расхитительница гробниц» (2001). Эта экранизация популярной серии видеоигр потребовала от актрисы освоить британский акцент и пройти интенсивный курс тренировок по боевым искусствам. Её утверждение на роль вызвало споры: противники указывали на то, что у Джоли якобы неподходящая физическая форма, а также на то, что американка играет изначально британскую героиню. Кроме того, критики обращали внимание на её татуировки и другие аспекты личной жизни, которые, по их мнению, делали её неподходящей кандидатурой. Режиссёр фильма Саймон Уэст, однако, с самого начала поддержал Джоли, и постепенно волна негатива сошла на нет.
Во время съёмок актриса отказалась от каскадёров и выполняла опасные трюки сама, что привело к нескольким травмам. Несмотря на то что фильм получил в целом негативные отзывы критиков, игру Джоли, особенно её физическую подготовку, оценили высоко. По мнению агрегатора Rotten Tomatoes, «Анджелина Джоли идеально подходит на роль Лары Крофт, но даже она не может спасти фильм от бессмысленного сюжета и неэмоциональных экшен-сцен». Кинокритик Себастьян Завала отметил, что «Джоли обладает магнетическим экранным присутствием», а журналист Newsday Джон Андерсон написал, что «актриса превращает главную героиню в символ женской компетентности и хладнокровия». Бразильский обозреватель Марсело Форлани назвал её выбор идеальным.

Фильм стал международным кассовым хитом, собрав $274,7 млн по всему миру. Он установил рекорд по сборам в первый уик-энд среди картин с женской главной ролью ($48 млн за три дня), а через три недели преодолел отметку в $100 млн. Эта роль закрепила за Джоли статус «экшен-звезды», а кинокритик Forbes Скотт Мендельсон назвал её «первой по-настоящему успешной женской звездой боевиков».

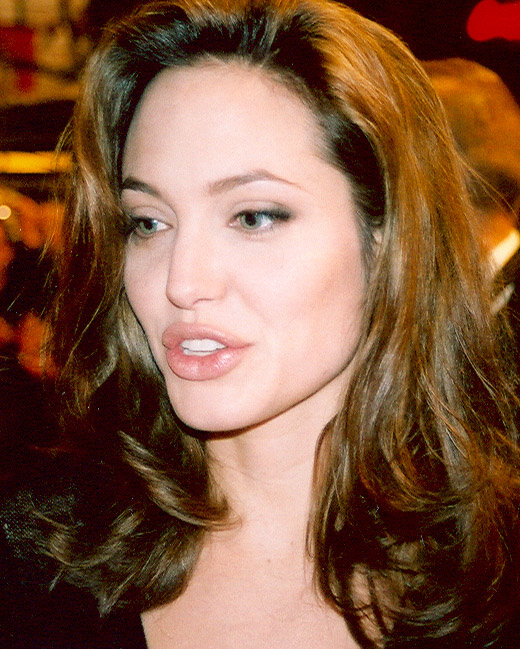
Джоли на премьере фильма «Александр» в Германии (2004)

Следующей работой Джоли стал фильм «Соблазн» (2001), где она снялась в паре с Антонио Бандерасом, сыграв роль невесты по переписке. Однако эта картина, как и несколько последующих её работ, получила негативные оценки как критиков, так и зрителей. Рецензент The New York Times Элвис Митчелл выразил недоумение по поводу выбора Джоли, отметив, что после оскароносной роли она обратилась к «мягкому эротическому трэшу». В 2002 году актриса появилась в романтической комедии «Жизнь или что-то вроде того», которая также не добилась успеха, но стала для неё необычным опытом. Критик Salon.com Аллен Барра отметил, что её персонаж — амбициозная тележурналистка — был редкой попыткой сыграть типичную женскую роль, хотя, по его мнению, по-настоящему яркой сценой стал лишь эпизод, где героиня Джоли, перевоплотившись в панк-певицу, ведёт забастовщиков в исполнении песни «Satisfaction». Несмотря на кассовые неудачи, Джоли оставалась востребованной актрисой, и к 2002 году вошла в число самых высокооплачиваемых голливудских звёзд, получая от 10 до 15 миллионов долларов за фильм в течение последующих пяти лет.
В 2003 году Джоли вновь воплотила на экране образ Лары Крофт в сиквеле «Лара Крофт: Расхитительница гробниц 2 — Колыбель жизни», который, однако, не повторил кассовый успех первой части, собрав $156,5 млн в мировом прокате. Кроме того, она снялась в клипе группы Korn на песню «Did My Time», использованном для промоушена фильма. В том же году вышел драматический фильм «За гранью» (2003), где Джоли сыграла светскую львицу, присоединившуюся к гуманитарному работнику в исполнении Клайва Оуэна. Хотя картина провалилась в прокате и была раскритикована, она стала первой в череде проектов, через которые актриса стремилась привлечь внимание к глобальным проблемам. Кеннет Туран из Los Angeles Times признал, что Джоли умеет «наполнять роли энергией и достоверностью», но посчитал, что её героиня в этом фильме — «плоско прописанный картонный персонаж в мире, полном крови, грязи и мух» — оказалась ей не по силам.
2004 год стал для Джоли насыщенным: она появилась сразу в четырёх фильмах. В триллере «Забирая жизни» она сыграла профилировщицу ФБР, помогающую монреальской полиции выследить серийного убийцу. Отзывы на картину были неоднозначными: обозреватель The Hollywood Reporter Кирк Ханикатт отметил, что роль не стала для актрисы чем-то новым, но её присутствие «привносит в фильм энергию и гламур». Затем Джоли снялась в небольшой роли пилота в фантастическом приключении «Небесный капитан и мир будущего», где все сцены были отсняты на фоне хромакея, а также озвучила героиню анимационного фильма "Подводная братва"от DreamWorks. Ещё одной её работой стала роль царицы Олимпиады в исторической драме Оливера Стоуна «Александр», посвящённой Александру Македонскому. Фильм провалился в североамериканском прокате, что Стоун объяснил неприятием откровенного изображения бисексуальности главного героя, однако на международном уровне картина собрала $167,3 млн.

### Звезда международного уровня (2005—2010)

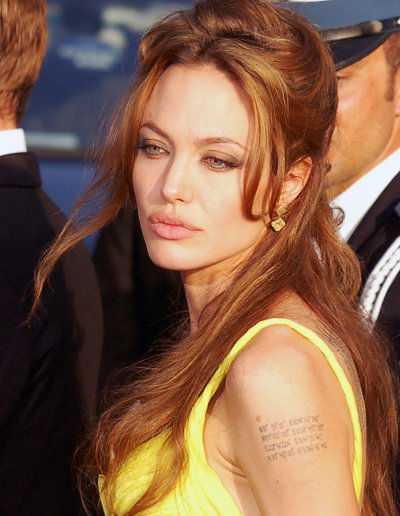
Джоли на Каннском кинофестивале 2007 года

В 2005 году, после череды коммерческих неудач, Джоли добилась большого успеха в прокате с комедийным боевиком «Мистер и миссис Смит», где сыграла вместе с Брэдом Питтом. Их персонажи — супружеская пара, которая внезапно узнаёт, что оба являются наёмными убийцами, скрывающими свою профессию друг от друга. Фильм получил неоднозначные отзывы критиков, однако большинство рецензентов отметили убедительную актёрскую химию между главными героями. Картина имела значительный кассовый успех. Известный кинокритик Роджер Эберт подчеркнул, что главная сила фильма — в игре Джоли и Питта: они создают на экране лёгкую и увлекательную динамику, оставаясь харизматичными и ироничными даже в самых напряжённых сценах. В свою очередь, обозреватель The New York Times Манола Даргис выразила мнение, что фильм держится исключительно на экранном обаянии двух звёзд, но не раскрывает их актёрский потенциал в полной мере.
Несмотря на полярные оценки, «Мистер и миссис Смит» собрал в мировом прокате $478,2 млн, заняв седьмое место в списке самых кассовых фильмов года. На протяжении последующего десятилетия эта картина оставалась самым коммерчески успешным боевиком в карьере Анджелины Джоли.
После второстепенной роли забытой жены офицера ЦРУ в фильме Роберта Де Ниро «Ложное искушение» (2006) Джоли сыграла главную роль в драме «Её сердце» (2007), выполненной в стилистике документального кино. Фильм основан на мемуарах Мариан Перл, вышедших в 2003 году, и рассказывает о похищении и убийстве её мужа, журналиста The Wall Street Journal Дэниела Перла, в Пакистане. Несмотря на то, что сама Мариан Перл, имеющая смешанное этническое происхождение, лично выбрала Джоли на эту роль, кастинг вызвал критику и обвинения в использовании практики «блэкфейса» (грима, стирающего расовые различия). Однако актриса получила широкое признание за свою игру. Рэй Беннетт из The Hollywood Reporter охарактеризовал её исполнение как «выверенное и трогательное», отметив, что Джоли воплотила образ «с уважением и уверенным владением сложным акцентом». За эту роль актриса была номинирована на премии «Золотой глобус» и Гильдии киноактёров США. В том же году Джоли сыграла мать Гренделя в эпической ленте «Беовульф», созданной с помощью технологии захвата движения. Фильм был хорошо принят как критиками, так и зрителями, собрав в мировом прокате $200 млн.

К 2008 году Анджелина Джоли стала самой высокооплачиваемой актрисой, получая от 15 до 20 миллионов долларов за фильм. В то время как другие актрисы соглашались на сокращение гонораров, её кассовая привлекательность позволяла ей требовать до 20 миллионов плюс процент от сборов. В боевике «Особо опасен» (2008) она снялась вместе с Джеймсом Макэвоем и Морганом Фрименом. Картина имела международный успех, заработав $341,4 млн по всему миру. Большинство рецензий оказались положительными: Манола Даргис отметила, что Джоли «идеально подошла на роль супер-опасной, казалось бы, аморальной убийцы», добавив, что «она воплощает образ строгой женщины, способной поставить на колени мужчин любого возраста — или хотя бы заставить их купить билеты в кино». 

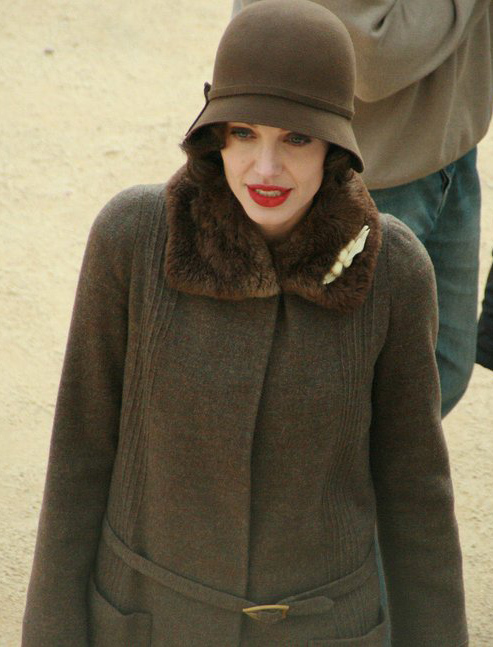
Джоли на съёмках фильма «Подмена» в 2007 году

Одной из лучших в её карьере была признана главная роль в драме Клинта Иствуда «Подмена» (2008), основанной на реальных событиях — так называемых «Уайнвилльских убийствах», произошедших в Лос-Анджелесе в 1928 году. Фильм рассказывает историю Кристин Коллинз, женщины, которая после долгих поисков находит своего пропавшего сына, но вскоре понимает, что мальчик ей не родной. Критики высоко оценили игру Джоли: Амир Лабаки в рецензии для Folha de S.Paulo назвал эту работу её лучшей ролью, отметив, что «ярость и уязвимость, интеллект и эмоции, сила и скептицизм сливаются в исполнении, которое важнее наград, важнее кино, важнее самой жизни». Пабло Вильяса подчеркнул, что актриса «с поразительной чуткостью передаёт боль матери, столкнувшейся с худшей трагедией, какую только можно представить для родителя». Кирк Ханикатт из The Hollywood Reporter также отметил мощную эмоциональную игру Джоли, которая «напоминает, что нет ничего яростнее матери, защищающей своего ребёнка». За эту роль актриса получила номинации на BAFTA, Critics’ Choice Movie Award, Empire Award, «Золотой глобус», премию Гильдии киноактёров США и «Оскар», а также выиграла премии «Спутник» и «Сатурн» в категории «Лучшая актриса».
Параллельно с драматическими ролями Джоли начала работать в анимации, озвучив главную героиню Тигрицу в «Кунг-фу Панде» (2008) — её первом крупном проекте для детской аудитории. Позже она повторила эту роль в сиквелах «Кунг-фу панда 2» (2011) и «Кунг-фу панда 3» (2016).
После смерти матери в 2007 году Джоли стала сниматься реже, объясняя это тем, что её мотивация к актёрской карьере во многом была связана с амбициями матери. Её первым фильмом за два года стал триллер шпионский тиллер «Солт» (2010), где она сыграла агента ЦРУ, обвинённого в работе на советскую разведку. Изначально сценарий был написан для мужской роли (рассматривалась кандидатура Тома Круза), но после предложения студии Columbia Pictures главного героя заменили на героиню. Фильм стал кассовым хитом, собрав $293,5 млн, а игру Джоли хвалили за убедительность в экстремальных сценах. Критик Empire Уильям Томас отметил: «Когда дело доходит до воплощения безумных, смертельно опасных фантазий, у Джоли почти нет конкурентов в жанре экшн».
В том же году вышел боевик «Турист» (2010) с Джоли и Джонни Деппом, который получил смешанные отзывы, хотя Роджер Эберт высоко оценил актёрскую работу, назвав её героиню «роковой женщиной, сыгранной с обжигающей сексуальностью». Несмотря на скромные сборы в США, фильм заработал $278,3 млн в мировом прокате, подтвердив статус Джоли как звезды международного уровня. За эту роль она вновь была номинирована на «Золотой глобус» в категории «Лучшая актриса в кинофильме — комедия или мюзикл», что вызвало спекуляции в прессе о том, что номинацию ей дали просто для того, чтобы обеспечить присутствие на церемонии награждения.
В 2010 году появились слухи о возможном участии Джоли в биографическом фильме The Life and Opinions of Maf the Dog, and of His Friend Marilyn, основанном на книге Эндрю О’Хэгана. Проект должен был показать последние годы жизни Мэрилин Монро глазами её собаки — подарка от Фрэнка Синатры. Джоли рассматривалась на роль Монро, а Джордж Клуни — на роль Синатры, однако впоследствии информация о съёмках не подтвердилась.

### Режиссёрские проекты и «Малефисента» (2011—2017)
Я никогда не мечтала о карьере режиссёра, не собиралась снимать кино, не писала сценариев. Но когда с различными гуманитарными и благотворительными миссиями я ездила в страны бывшей Югославии, меня не оставляла мысль: «Почему никто не обращает внимания на то, что здесь творится?» ... И это стало отправной точкой для фильма.
После работы над документальным фильмом A Place in Time (2007), распространявшимся через Национальную ассоциацию образования, Джоли дебютировала как режиссёр игрового кино с драмой «В краю крови и мёда» (2011). Эта картина, повествующая о любви между сербским солдатом и боснийской заключённой на фоне Боснийской войны 1992—1995 годов, была задумана актрисой после двух визитов в Боснию и Герцеговину в качестве посла доброй воли Управления Верховного комиссара ООН по делам беженцев. Джоли стремилась привлечь внимание к судьбам выживших в этом конфликте. Чтобы добиться достоверности, она привлекла к работе только актёров из бывшей Югославии, включая Горана Костича и Зану Марьянович, и включила в сценарий их личные воспоминания о войне. Отзывы на фильм оказались неоднозначными: Тодд Маккарти из The Hollywood Reporter отметил, что Джоли заслуживает признания за создание мощной атмосферы и правдоподобное изображение трагических событий, хотя именно это может оттолкнуть часть зрителей. Несмотря на полярные оценки, картина была номинирована на «Золотой глобус» как лучший фильм на иностранном языке, а сама режиссёр получила звание почётного гражданина Сараево за вклад в освещение темы войны.

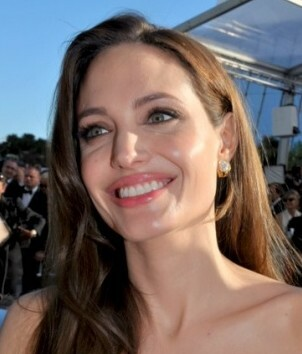
Джоли на Каннском кинофестивале 2011 года

Спустя три с половиной года перерыва в актёрской карьере Джоли вернулась на экраны в образе Малефисенты в одноимённом фильме (2014) — новой интерпретации диснеевской «Спящей красавицы» (1959). Несмотря на смешанные отзывы критиков о фильме, исполнение Джоли главной роли было высоко оценено. Критики оценили картину неоднозначно, но игра Джоли в заглавной роли получила единодушное одобрение. Обозревательница The Hollywood Reporter Шерри Линден назвала её «сердцем и душой» фильма, подчеркнув, что актриса не переигрывает, а наполняет образ магнетизмом и естественной силой. Уже в первый уик-энд «Малефисента» собрала около $70 млн в Северной Америке и более $100 млн в других странах, подтвердив статус Джоли как актрисы, способной привлекать зрителей всех возрастов в жанрах. В итоге фильм заработал $757,8 млн, став четвёртым в мировом прокате за год и самым кассовым в карьере Джоли.

В том же году она представила свою вторую режиссёрскую работу — военную драму «Несломленный» (2014), основанную на книге Лоры Хилленбранд о Луи Замперини, олимпийском легкоатлете и участнике Второй мировой войны, выжившем после авиакатастрофы и двухлетнего плена в японском лагере. Джоли также выступила продюсером проекта под своей компанией Jolie Pas. Сценарий написали братья Коэны, а главную роль исполнил Джек О’Коннелл. Несмотря на изначально положительный прием и прогнозы о возможных номинациях на «Оскар», фильм получил смешанные отзывы и был практически проигнорирован наградами, хотя вошёл в списки лучших картин года по версиям Национального совета кинокритиков США и Американского института кино. Джастин Чанг из Variety отметил «безупречное мастерство и сдержанность» ленты, но назвал её «необыкновенной историей, рассказанной вполне обыкновенно». В прокате «Несломленный» оказался успешен, собрав значительную сумму по всему миру.

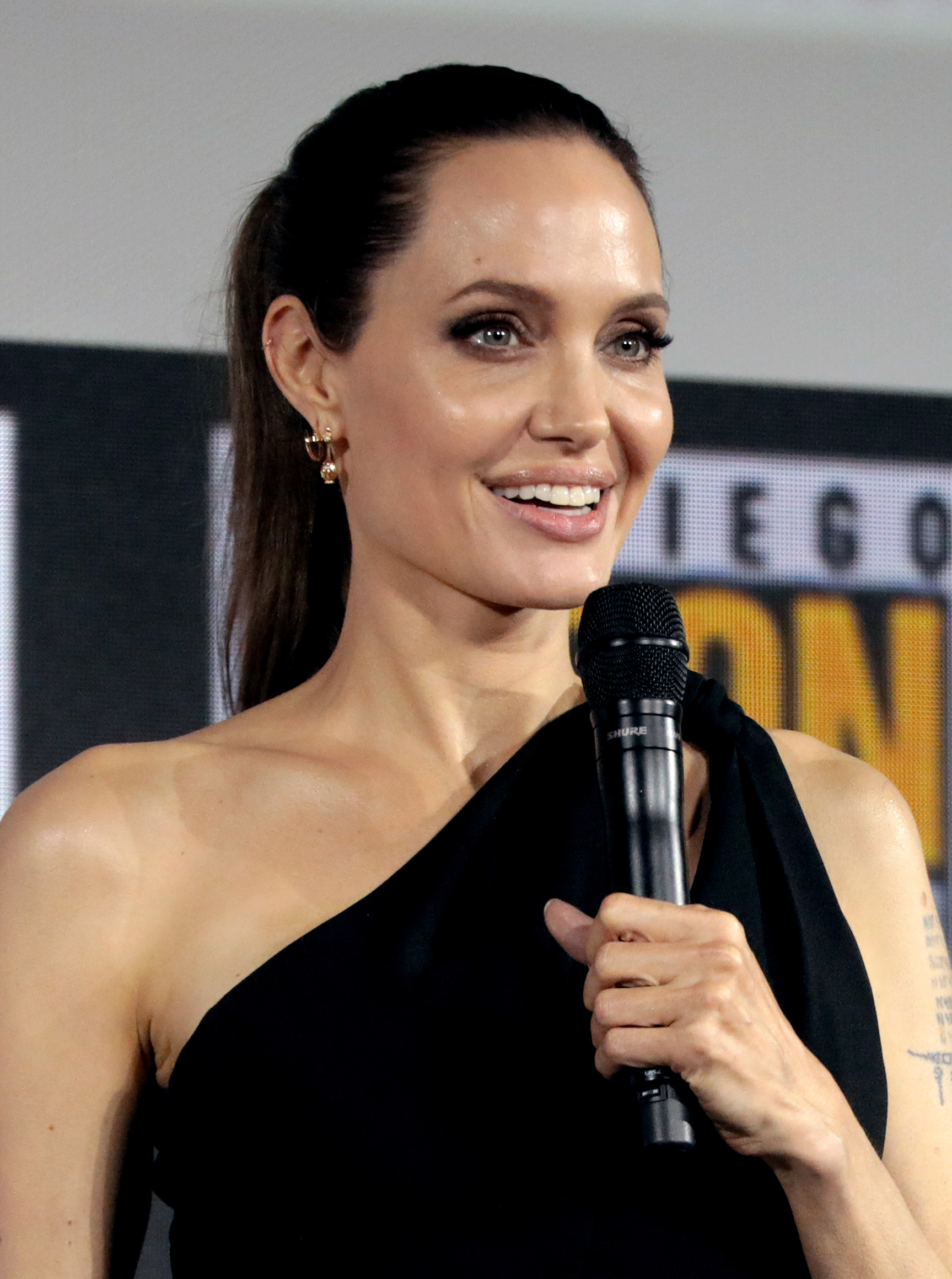
Джоли продвигает фильм «Вечные» на Comic-Con 2019

Следующей режиссёрской работой Анджелины Джоли стала драма о семейных отношениях «У моря» (в российском прокате — «Лазурный берег»), где она сыграла вместе со своим мужем Брэдом Питтом. Это был их первый совместный проект после фильма «Мистер и миссис Смит» (2005). Картина, снятая по её собственному сценарию, стала для Джоли глубоко личным проектом, вдохновлённым жизнью её матери. Однако критики восприняли фильм холодно, назвав его «проявлением самолюбования» и отметив общее разочарование. Стефани Мерри из The Washington Post писала, что, несмотря на визуальную красоту фильма и его звёздный состав, за внешней эстетикой скрывается эмоциональная пустота и искусственность чувств. Несмотря на участие двух голливудских знаменитостей, фильм вышел в ограниченный прокат.
В последующие годы Джоли уделяла больше внимания гуманитарной деятельности, из-за чего её кинематографические проекты стали появляться реже. Однако в 2017 году она сняла драму «Сначала они убили моего отца», посвящённую событиям эпохи «красных кхмеров» в Камбодже. Этот проект позволил ей вновь совместить творчество и общественную работу. Джоли выступила не только как режиссёр, но и как соавтор сценария вместе со своей давней подругой Лун Ун, чьи мемуары о детских трудовых лагерях при режиме Пол Пота легли в основу фильма. Картина предназначалась в первую очередь для камбоджийской аудитории, поэтому была выпущена на Netflix, что позволило использовать полностью кхмерский актёрский состав и диалоги. Критики высоко оценили работу Джоли: Рафер Гусман из Newsday назвал её умелым и чутким режиссёром, сумевшим достоверно передать абсурдный ужас той эпохи. Фильм был номинирован на «Золотой глобус» как лучший фильм на иностранном языке и премию BAFTA в категории «Лучший неанглоязычный фильм».

### Текущие проекты (2019—н.в.)

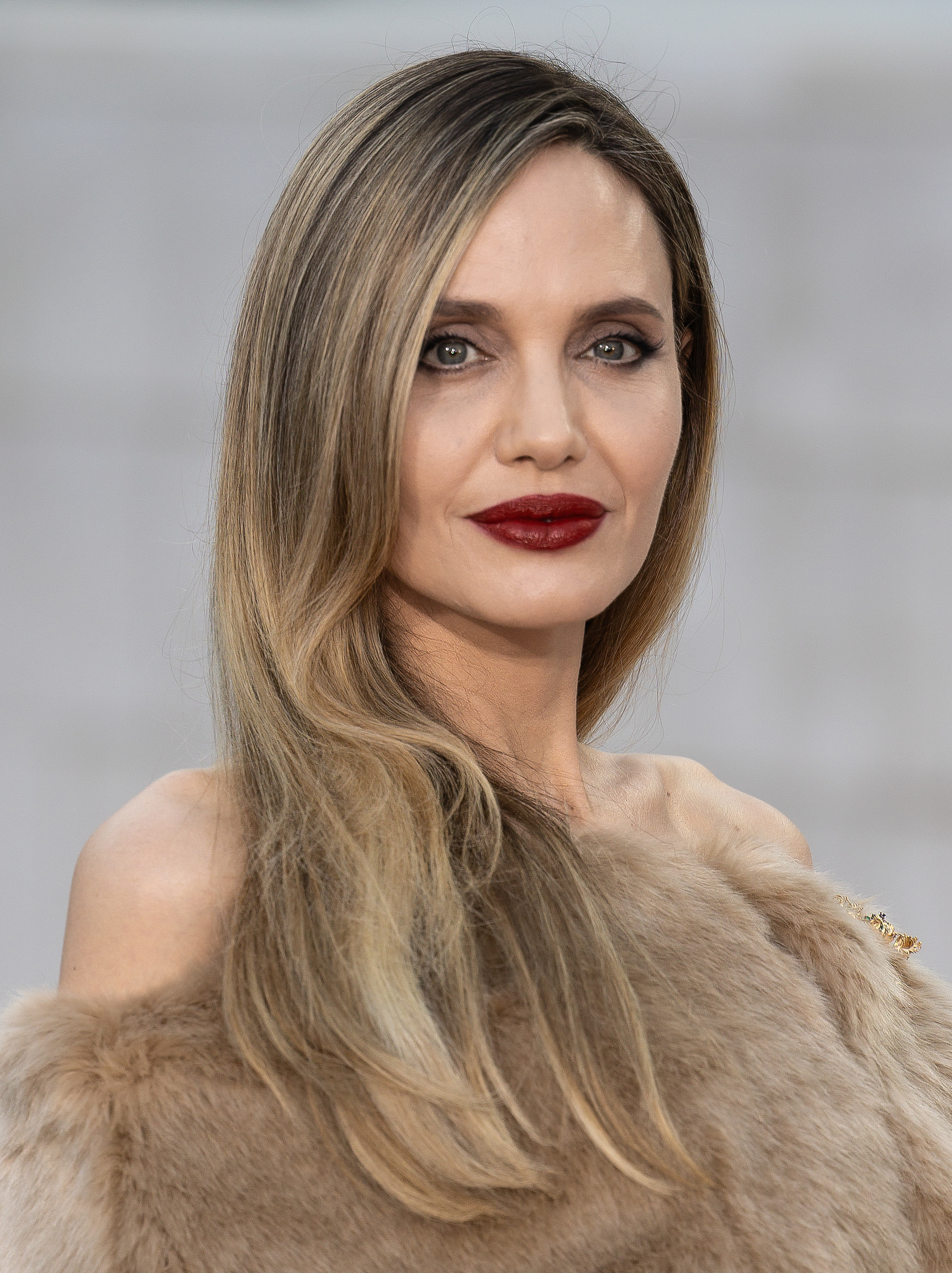
Джоли на 81-м Венецианском кинофестивале (2024)

Джоли вновь исполнила роль Малефисенты в фэнтезийном сиквеле Disney «Малефисента: Владычица тьмы» (2019). Фильм получил неоднозначные отзывы критиков, но добился умеренного коммерческого успеха, собрав в мировом прокате $490 млн. В следующем году актриса появилась в фэнтези-драме «Питер Пэн и Алиса в стране чудес», , где вместе с Дэвидом Ойелоуо сыграла родителей Алисы из «Алисы в Стране чудес» и Питера Пэна, переживающих трагическую утрату. Фильм предложил оригинальный взгляд на классические истории Питера Пэна и Алисы. В мае 2021 года на экраны вышел боевик Тейлора Шеридана «Те, кто желает мне смерти», в котором Джоли воплотила образ парашютиста-пожарного. Лента получила сдержанные оценки, однако рецензент The Independent Кларисса Лоугри отметила, что «её мощная игра затмевает сам фильм».
Позже актриса присоединилась к кинематографической вселенной Marvel, сыграв Тену — воительницу, страдающую от посттравматического стрессового расстройства, — в фильме «Вечные» (ноябрь 2021). Картина вызвала полярные реакции как у зрителей, так и у критиков. Обозревательница The Washington Post Энн Хорнадей выделила «трогательную наивность» в исполнении Джоли.
Помимо актёрской работы, Джоли выступила продюсером мюзикла «Аутсайдеры», который в 2024 году был поставлен на Бродвее и получил премию «Тони» в категории «Лучший мюзикл». Она также написала сценарий, спродюсировала и сняла военную драму «Без крови» (2024) по роману Алессандро Барикко с Сальмой Хайек и Демианом Бичиром в главных ролях. Ещё одним проектом Джоли стала биографическая картина Пабло Ларраина «Мария», посвящённая последним дням жизни оперной певицы Марии Каллас. Премьера фильма состоялась на 81-м Венецианском кинофестивале. Критик Томрис Лаффли с сайта RogerEbert.com назвал эту работу Джоли «лучшей в её карьере», подчеркнув, что актриса воплотила образ Каллас с «королевским изяществом и загадочностью», передав глубокую скорбь гениальной певицы, теряющей свой голос. За эту роль Джоли была номинирована на «Золотой глобус» как лучшая актриса.
В 2025 году ожидается выход фильма Розанны Лян «Мод против Мод», где Джоли сыграет вместе с Хэлли Берри, причём обе актрисы выступят в качестве продюсеров. Картина описывается как «остросюжетный шпионский экшен-триллер, который будет иметь нечто общее с бондианой и киносерией о Джейсоне Борне».

## Гуманитарная деятельность

### Работа в УВКБ ООН
Мы не можем закрыться от информации и игнорировать тот факт, что миллионы людей страдают. Я действительно хочу помочь. Я не думаю, что чем-то отличаюсь от других людей, и думаю, что все мы хотим иметь шанс на достойную жизнь. И каждый из нас хотел бы верить в то, что, окажись он в беде, кто-то придёт ему на помощь.

Анджелина Джоли впервые столкнулась с последствиями гуманитарного кризиса во время съёмок фильма «Лара Крофт: Расхитительница гробниц» (2001) в Камбодже, разоренной многолетней войной. Этот опыт, как она позже отмечала, кардинально изменил её восприятие мира и заставил глубже задуматься о глобальных проблемах. Вернувшись домой, актриса связалась сУправлением верховного комиссара ООН по делам беженцев (УВКБ), чтобы получить информацию о наиболее кризисных точках планеты. Стремясь лично увидеть условия, в которых живут вынужденные переселенцы, она начала посещать лагеря беженцев в разных странах. В феврале 2001 года Джоли отправилась в свою первую поездку — 18-дневную миссию в Сьерра-Леоне и Танзанию. Позже она признавалась, что увиденное потрясло её до глубины души. 

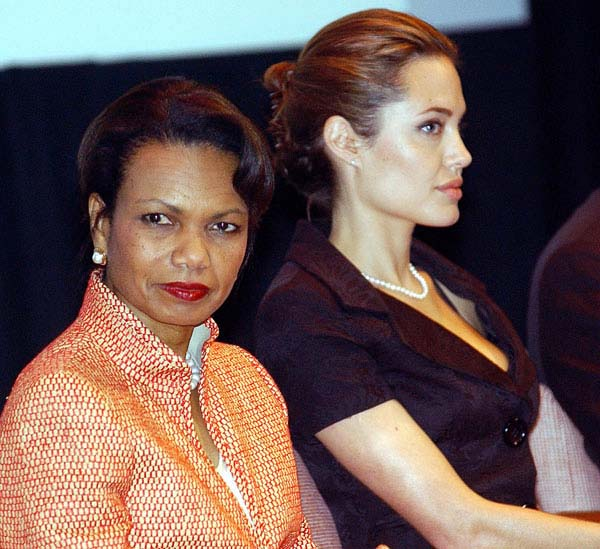
Джоли и госсекретарь Кондолиза Райс на праздновании Всемирного дня беженцев в УВКБ (2005)

В последующие месяцы актриса вернулась в Камбоджу, где провела две недели, а затем встретилась афганскими беженцами в Пакистане. В ответ на чрезвычайный призыв УВКБ она пожертвовала миллион долларов — это стало крупнейшим частным пожертвованием в истории организации, став крупнейшим частным донором в истории организации. Примечательно, что Джоли полностью покрывала все расходы, связанные с её миссиями, и намеренно жила в тех же условиях, что и сотрудники УВКБ, подчеркивая солидарность с теми, кто работает в зонах кризисов. 27 августа 2001 года в штаб-квартире УВКБ в Женеве ей был официально присвоен статус Посла доброй воли.
В течение следующего десятилетия Джоли совершила более 40 поездок, посетив свыше 30 стран, где встречалась с беженцами и внутренне перемещенными лицами. Она стремилась посетить так называемые «забытые чрезвычайные ситуации» — кризисы, которые утратили внимание СМИ. В 2002 году на вопрос о цели своей деятельности она ответила: «Прежде всего — привлечь внимание к их тяжелому положению. Эти люди заслуживают уважения за то, через что им пришлось пройти, а не презрения». Чтобы донести свои впечатления до широкой аудитории, она описала поездки 2001—2002 годов в книге Notes from My Travels, которая вышла в октябре 2003 года одновременно с премьерой её фильма «За гранью», посвящённого гуманитарной тематике.

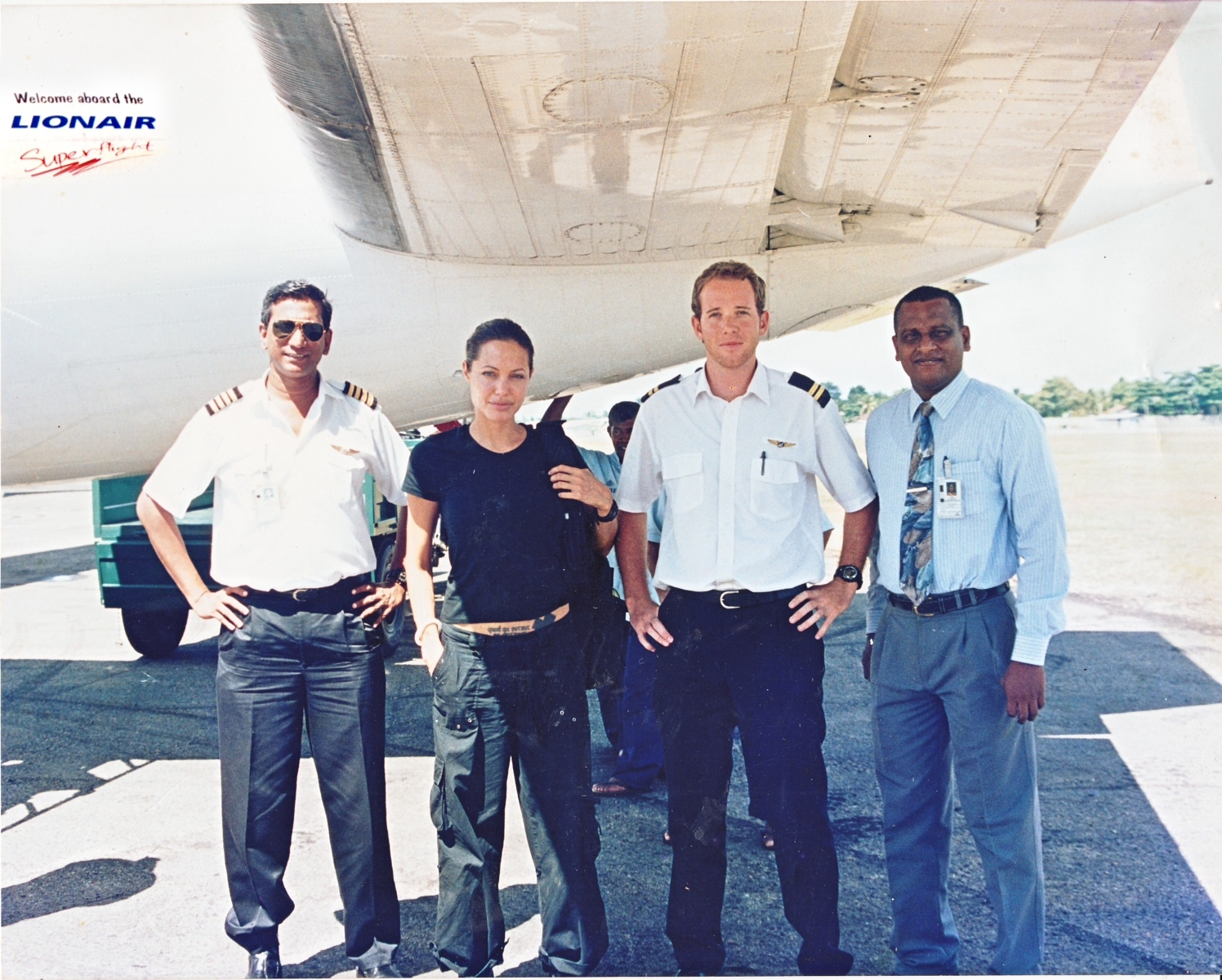
Джоли во время визита в разрушенную войной Джафну и другие районы Северной провинции Шри-Ланки в качестве посла доброй воли УВКБ (2003)

Особое внимание Джоли уделяла так называемым «забытым кризисам» — ситуациям, которые перестали освещаться в СМИ, но где люди по-прежнему нуждались в помощи. Она не боялась посещать зоны активных конфликтов, включая суданский Дарфур во разгар войны, сирийско-иракскую границу во время Второй войны в Персидском заливе (где встречалась с военнослужащими международной коалиции) и Кабул в период афганской войны, где прямо во время её визита были убиты трое сотрудников гуманитарных организаций. Для более эффективной работы в 2004 году Джоли начала учиться управлять самолётом, чтобы в будущем перевозить грузы с помощью и персонал. В том же году она получила лицензию пилота, а к 2014 году в её собственности находились два самолёта — Cirrus SR22 и Cessna 208 Caravan.
17 апреля 2012 года, после более чем десяти лет работы в статусе Посла доброй воли, Джоли была назначена Специальным посланником Верховного комиссара УВКБ Антониу Гутерриша — это первая подобная должность в истории организации. Новые полномочия позволили ей представлять УВКБ на дипломатическом уровне, уделяя особое внимание крупнейшим кризисам. Вскоре после назначения она посетила Эквадор, где встретилась с беженцами из Колумбии, а затем сопровождала Гутерриша в поездке по Иордании, Ливану, Турции и Ираку для оценки положения сирийских беженцев. В последующие годы Джоли предприняла множество миссий, продолжая защищать интересы вынужденных переселенцев по всему миру.
В декабре 2022 года актриса объявила о завершении работы в УВКБ, но подчеркнула, что не намерена прекращать правозащитную деятельность. «Я буду и дальше делать все возможное, чтобы голоса беженцев были услышаны», — заявила она, подтвердив свою приверженность гуманитарным ценностям. За 21 год работы с ООН она приняла участие более чем в 60 гуманитарных миссиях.

### Охрана природы и благоустройство

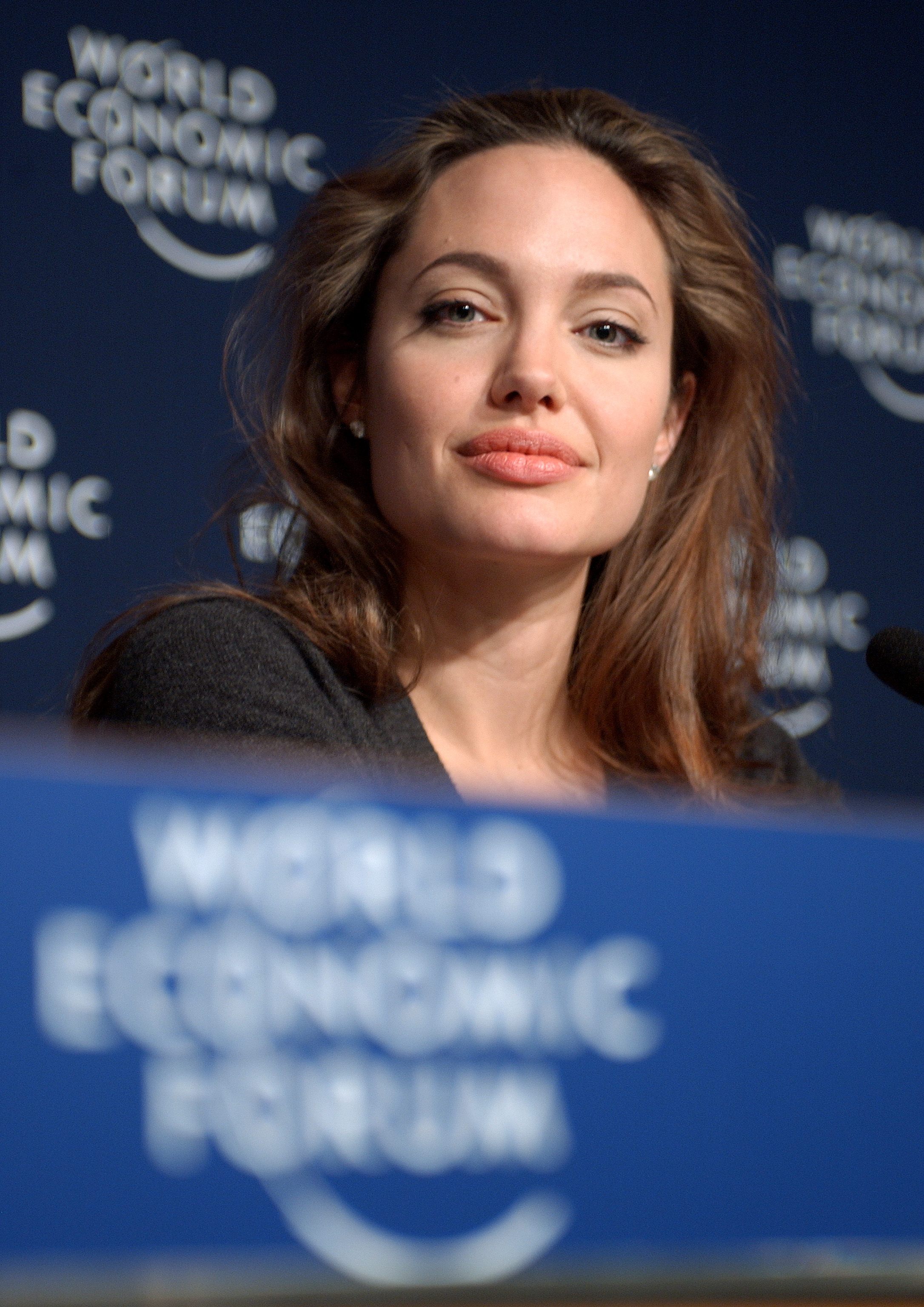
Джоли на ежегодной встрече Всемирного экономического форума в январе 2005 года

В 2003 году Джоли приобрела дом в Камбодже, на родине своего приемного сына Мэддокса, стремясь сохранить его связь с культурным наследием. Традиционное жилище располагалось на территории в 39 гектаров в северо-западной провинции Баттамбанг, рядом с национальным парком Самлот в горах Кравань (также известных как Кардамоновы горы). то время этот регион страдал от браконьеров, угрожавших редким видам животных. Чтобы защитить экосистему, актриса выкупила 60 тысяч гектаров парка и создала на этой территории заповедник, названный в честь сына — «Проект Мэддокса Джоли».
Позже, в ноябре 2006 года, масштабы инициативы были расширены: организация была переименована в Фонд Мэддокса Джоли-Питта (MJP) и стала первой в Азии «Деревней Тысячелетия» в рамках программы ООН по устойчивому развитию. Решение было принято под влиянием встречи с известным экономистом Джеффри Саксом, основателем проекта Millennium Promise, во время Всемирного экономического форума в Давосе, где Джоли выступала в 2005 и 2006 годах. Вместе они сняли документальный фильм для MTV — «Дневник Анджелины Джоли и доктора Джеффри Сакса в Африке» (2005), рассказывающий о поездке в одну из таких деревень в Кении. К середине 2007 года в MJP проживали и работали около 6 тысяч местных жителей и 72 сотрудника, включая бывших браконьеров, ставших лесничими. На территории были построены школы, дороги и фабрика по производству соевого молока, финансируемые Джоли. Её дом в Камбодже стал штаб-квартирой фонда.
После съёмок фильма «За гранью» (2003) в Намибии Джоли стала покровителем Фонда дикой природы Ха́рнас — центра реабилитации животных в пустыне Калахари. Во время работы над картиной, где снимались спасенные фондом стервятники, она впервые посетила эту организацию. Позже, в декабре 2010 года, Джоли и её партнёр Брэд Питт основали Фонд Шайло Джоли-Питт, названный в честь их родившейся в Намибии дочери, чтобы поддержать природоохранные инициативы заповедника Наанкусе. На его средства были реализованы проекты по защите крупных животных, а также построены бесплатная клиника, жилье и школа для общины бушменов Сан. Кроме того, пара оказывает помощь другим благотворительным программам через Фонд Джоли-Питт, созданный в сентябре 2006 года.

### Помощь детям
Джоли активно участвует в разработке и продвижении законодательных инициатив, направленных на защиту детей-иммигрантов и других уязвимых групп детей как в США, так и в развивающихся странах. Одним из ключевых достижений в этой области стало её содействие принятию «Закона о защите детей-иностранцев без сопровождения» в 2005 году. Начиная с 2003 года, она регулярно посещает Вашингтон для лоббирования гуманитарных вопросов, отмечая, что, несмотря на нежелание участвовать в политических процессах, именно такой подход позволяет добиваться реальных изменений.

С октября 2008 года Джоли совместно возглавляет организацию Kids in Need of Defense (KIND), созданную в партнёрстве с корпорацией Microsoft. Эта сеть ведущих американских юридических фирм предоставляет бесплатную правовую помощь несовершеннолетним мигрантам, оставшимся без попечения родителей, в ходе иммиграционных процессов.К 2013 году KIND стала основным поставщиком услуг pro bono для таких детей. Ранее, с 2005 по 2007 год, Джоли финансировала запуск аналогичной программы — Национального центра помощи детям-беженцам и мигрантам при Комитете США по делам беженцев и иммигрантов.

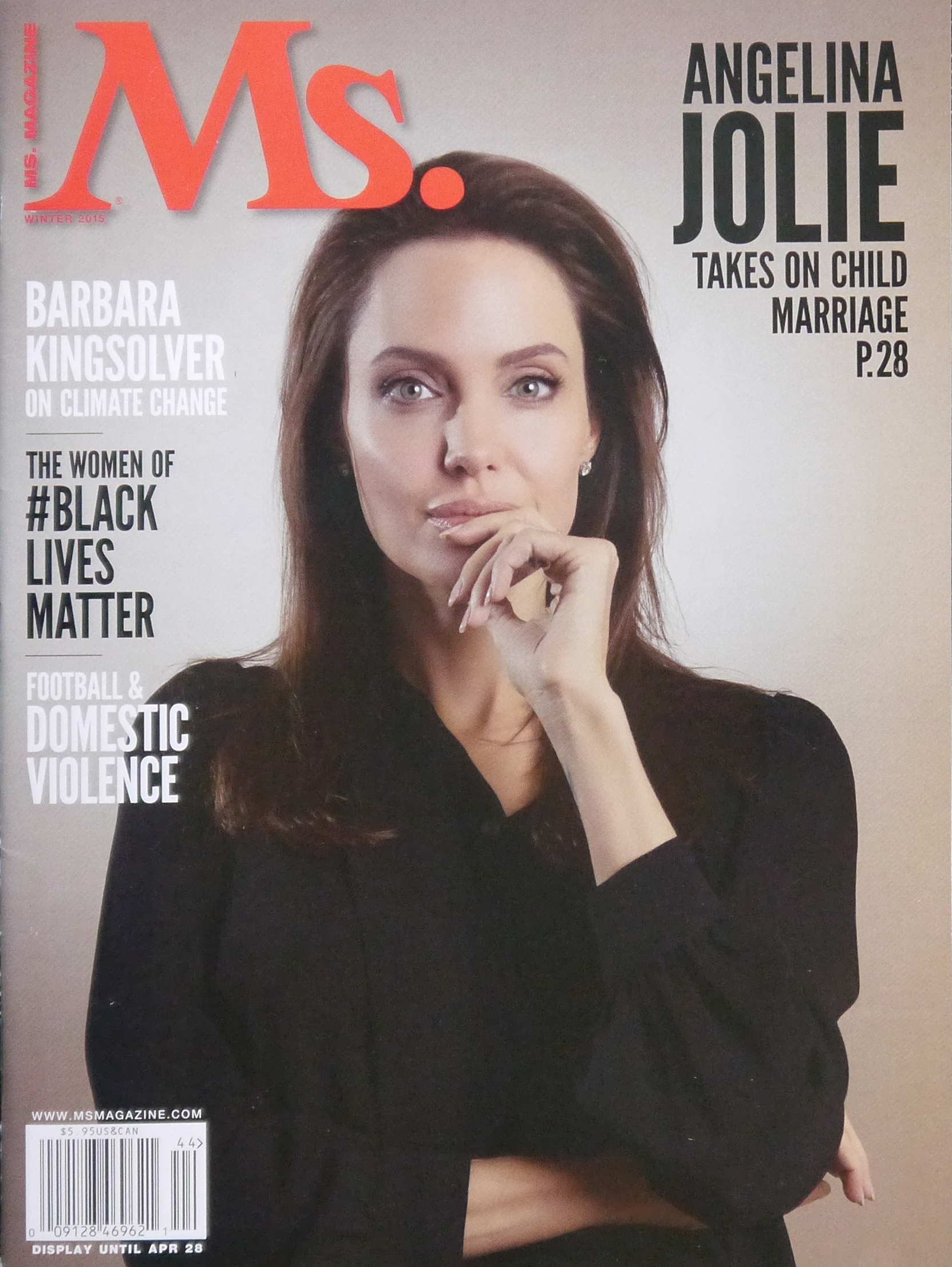
Джоли на обложке журнала Ms. за 2015 год, где она рассуждает о детских браках

Помимо правовой поддержки, Джоли уделяет значительное внимание вопросам образования детей, оказавшихся в зонах конфликтов. В сентябре 2007 года на ежегодной встрече Clinton Global Initiative она стала сопредседателем Education Partnership for Children of Conflict, организации, которая разрабатывает образовательные программы и привлекает финансирование для детей, пострадавших от войн и кризисов. В первый год работы партнёрство поддержало проекты для иракских детей-беженцев, молодёжи, затронутой конфликтом в Дарфуре, и девочек в сельских районах Афганистана. Совместно с Центром всеобщего образования при Совете по международным отношениям (основанным экономистом Джином Сперлингом) организация разработала рекомендации для агентств ООН, структур G8 и Всемирного банка. С апреля 2013 года все доходы от продаж ювелирной коллекции Джоли Style of Jolie направляются на поддержку образовательных программ.
Джоли выразила поддержку Малале Юсуфзай, пакистанской активистке, выступающей за права женщин и доступ к образованию для девочек. Малала стала известна после того, как в 2012 году была тяжело ранена талибами за свои публикации о жизни под их режимом. После покушения на Юсуфзай Джоли написала статью для «Мы все — Малала» (англ. We All Are Malala) для The Daily Beast, в которой рассказала о своей реакции на произошедшее и выразила свою поддержку образованию девочек в Пакистане. Позже, на саммите «Женщины мира», Джоли объявила о запуске Фонда Малалы — системы стипендий для поддержки студентов в Пакистане. Кроме того, она лично внесла более $200 тыс. в фонд.
Джоли также финансирует строительство школ и интернатов для девочек в разных странах. В 2005 году она открыла учебное заведение в лагере беженцев Какума (Кения), а в 2010 и 2012 годах — две начальные школы в возвращенческих поселениях Танги и Калай-Гудар в Афганистане. В Камбодже, помимо учреждений в «Деревне тысячелетия», к 2005 году она построила не менее десяти школ. В феврале 2006 года в Пномпене был открыт Центр помощи детям Маддокса Чивана, оказывающий медицинскую и образовательную поддержку детям с ВИЧ. Аналогичный центр Захары, названный в честь старшей дочери Джоли, работает в Себете (Эфиопия), где оказывается помощь детям с ВИЧ и туберкулезом. Оба центра управляются Global Health Committee.
Джоли также выступает исполнительным продюсером программы BBC My World, которая учит подростков критическому мышлению и распознаванию достоверных новостей. В сентябре 2021 года в сотрудничестве с Amnesty International она выпустила книгу «Знай свои права и отстаивай их», написанную совместно с британским юристом по правам человека Джеральдин Ван Бюрен. Эта книга призвана помочь детям во всем мире понимать и защищать свои права.

### Защита прав человека и женских прав

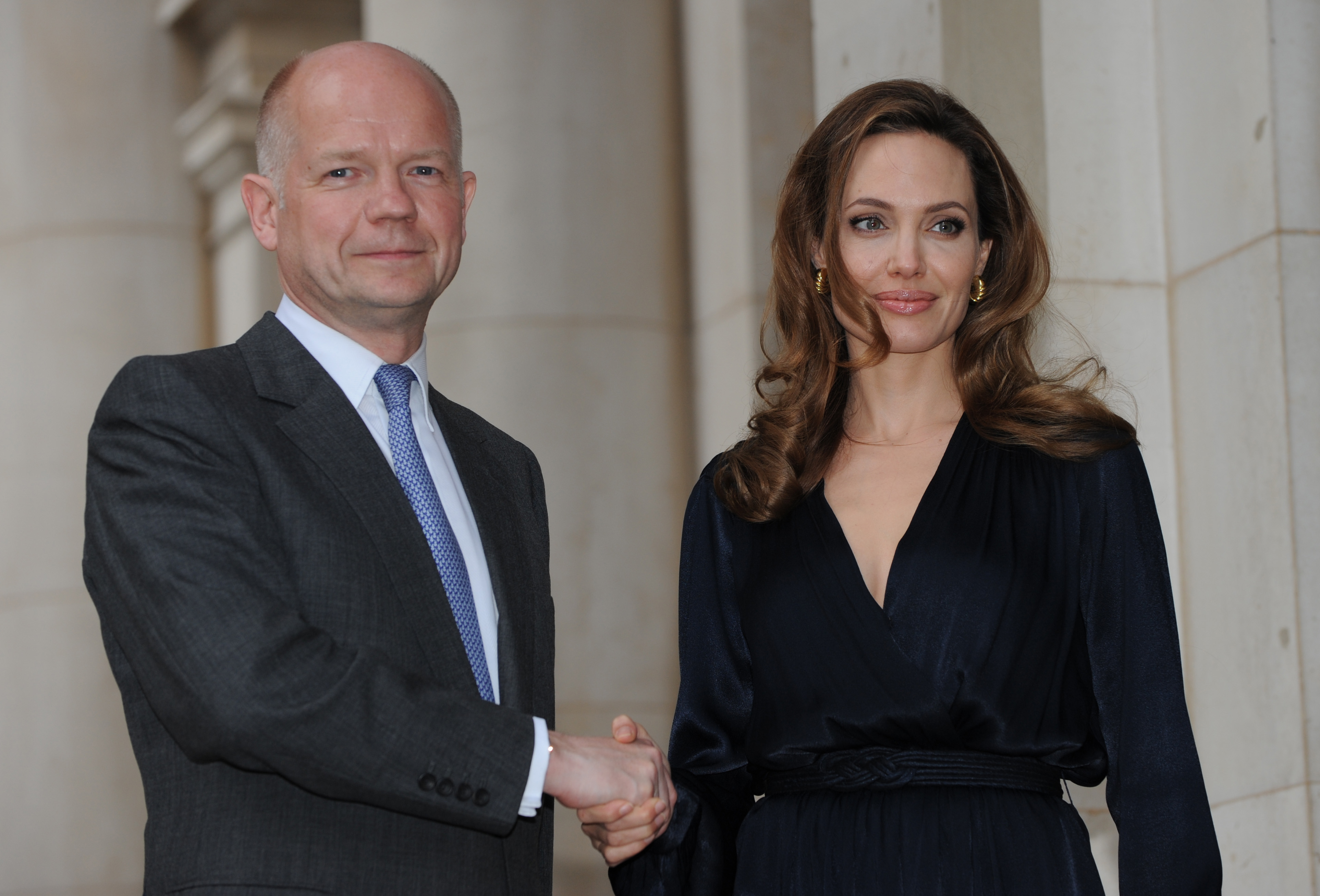
Хейг и Джоли на презентации Инициативы по предотвращению сексуального насилия в 2012 году

Джоли активно участвует в международной гуманитарной и правозащитной деятельности, уделяя особое внимание вопросам защиты прав женщин и детей в зонах военных конфликтов. После вступления в Совет по международным отношениямв июне 2007 года она организовала симпозиум по вопросам международного права и правосудия в штаб-квартире организации, а также профинансировала ряд специальных докладов, включая исследование «Интервенция для предотвращения геноцида и массовых злодеяний». январе 2011 года она учредила Юридическую стипендию Джоли — программу поддержки юристов и адвокатов, продвигающих развитие прав человека в своих странах. Участники этой инициативы, известные как «Юридические стипендиаты Джоли», способствовали защите детей на Гаити после разрушительного землетрясения 2010 года, а также участвовали в формировании инклюзивного демократического процесса в Ливии после революции 2011 года.
Особое внимание Джоли уделила борьбе с сексуальным насилием в зонах военных конфликтов. В мае 2012 года совместно с министром иностранных дел Великобритании Уильямом Хейгом она запустила Инициативу по предотвращению сексуального насилия (PSVI). Этот проект, вдохновлённый её фильмом «В краю крови и мёда» о войне в Боснии, был направлен на повышение осведомлённости о проблеме и укрепление международного сотрудничества. Джоли выступила с докладом перед министрами иностранных дел стран «Большой восьмёрки», что привело к принятию исторической декларации, а также обратилась к Совету Безопасности ООН, который в ответ утвердил наиболее всеобъемлющую резолюцию по этой теме. В июне 2014 года она совместно с Хейгом провела Глобальный саммит по борьбе с сексуальным насилием в условиях конфликта — крупнейшее в истории мероприятие, посвящённое этой проблеме. Его итогом стало подписание международного протокола, поддержанного 151 государством.

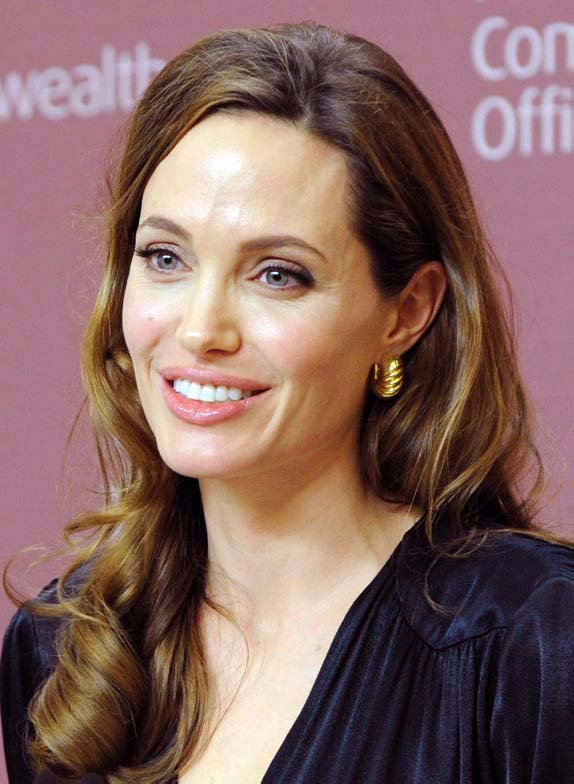
Джоли на презентации Инициативы по предотвращению сексуального насилия в 2012 году

В рамках работы над PSVI Джоли познакомилась с экспертами в области внешней политики Хлоей Далтон и Арминкой Хелич, которые ранее были советниками Хейга. Их сотрудничество привело к созданию в 2015 году организации Jolie Pitt Dalton Helic, занимающейся вопросами прав женщин, международного правосудия и другими гуманитарными инициативами. В мае 2016 года Джоли была назначена приглашённым профессором Лондонской школы экономики, где участвовала в разработке магистерской программы Центра по вопросам женщин, мира и безопасности — проекта, который она запустила вместе с Хейгом годом ранее.
В феврале 2017 года актриса раскритиковала в статье для The New York Times исполнительный указ президента Дональда Трампа, который приостанавливал действие Программы приёма беженцев в США (USRAP) на 120 дней, а также запрещал въезд гражданам Ливии, Ирана, Ирака, Сомали, Судана, Сирии и Йемена. В феврале 2022 года Джоли вместе с дочерью Захарой посетила Вашингтон, чтобы поддержать внесение в Сенат Закона о повторном принятии мер против насилия в отношении женщин, направленного на борьбу с домашним насилием, сексуальными преступлениями и преследованием. Она также активно выступает за принятие «Закона Кейдена», который предусматривает создание более безопасных судебных процедур для детей, и поддерживает «Закон о правосудии для всех», призванный улучшить доступ жертв преступлений к доказательствам, ускорить обработку генетических экспертиз и сократить число ошибочных обвинений.
В марте 2022 года, спустя месяц после начала полномасштабного российско-украинского конфликта, Джоли посетила украинских детей в ватиканской больнице Bambino Gesù, выразив надежду на скорейшее прекращение военного конфликта и осудив страдания, которые она приносит невинным людям. В мае того же года она посетила Львов, где пообщалась с перемещёнными лицами и детьми, раненными в результате российской ракетной атаки по Краматорску и получавшими лечение в местных больницах.
В 2023 году Джоли резко раскритиковала действия Израиля в секторе Газа во время войны с ХАМАСом. В заявлении, опубликованном в Instagram, она осудила бомбардировки густонаселённого анклава, назвав их намеренным насилием над оказавшимся в ловушке гражданским населением, и обвинила мировых лидеров в «соучастии в этих преступлениях» из-за их молчания, потребовав немедленного гуманитарного перемирия.

### Признание

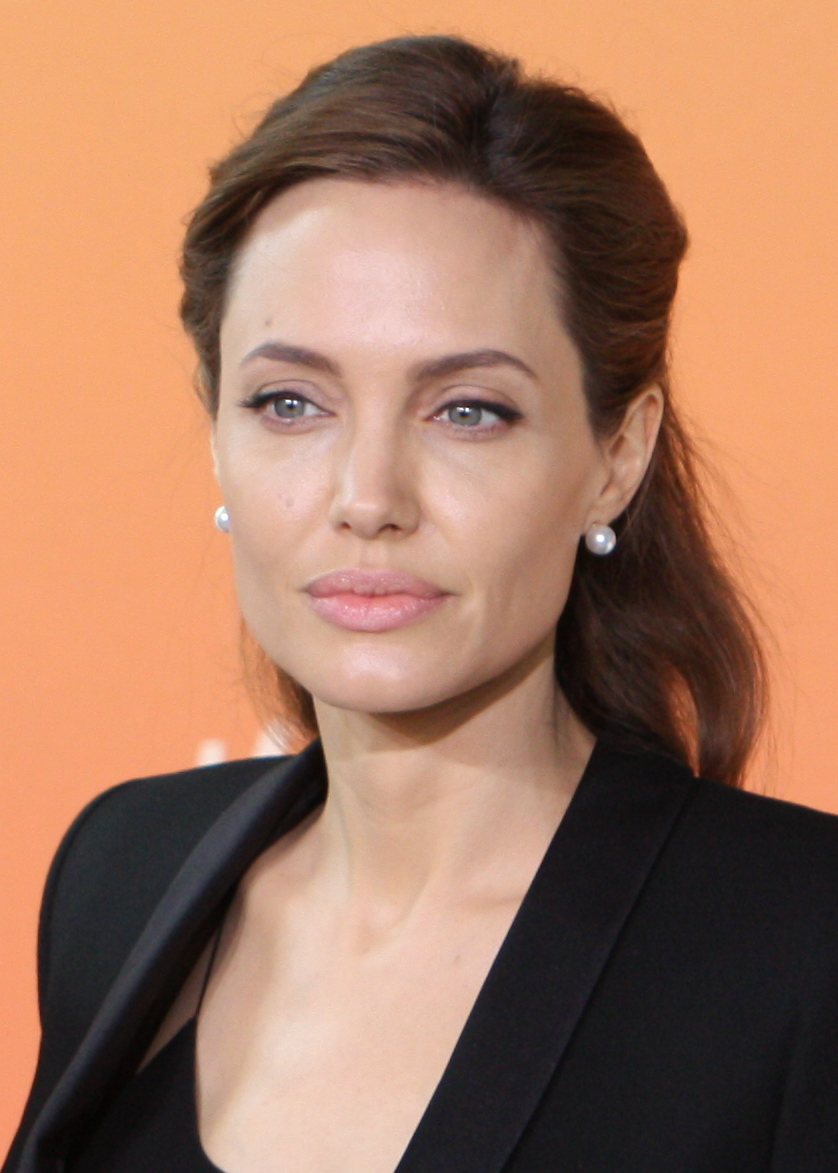
Джоли на саммите по вопросам прекращения сексуального насилия в ходе конфликтов (2014)

Актриса получила широкое признание за свою гуманитарную деятельность. В августе 2002 года ей была вручена первая в истории Гуманитарная премия от программы по делам иммигрантов и беженцев Всемирной церковной службы. В октябре 2003 года она стала первым лауреатом премии «Гражданин мира», учреждённой Ассоциацией корреспондентов при ООН. В октябре 2005 года Джоли была удостоена Глобальной гуманитарной награды от Ассоциации содействия ООН (ААСООН), а в ноябре 2007 года получила Премию свободы от Международного комитета спасения.
Особого внимания заслуживает её многолетнее сотрудничество с Управлением верховного комиссара ООН по делам беженцев (УВКБ). В октябре 2011 года верховный комиссар ООН по делам беженцев Антониу Гутерриш вручил Джоли золотой нагрудный знак, который обычно получают только сотрудники УВКБ с многолетним стажем. Эта награда стала признанием её десятилетней работы в качестве посла доброй воли организации.
В ноябре 2013 года Американская академия кинематографических искусств и наук присудила Джоли Гуманитарную премию имени Джина Хершолта —почётный «Оскар», вручаемый за выдающиеся заслуги в благотворительности. Ещё одним значимым достижением стало присвоение ей в июне 2014 года звания Почётная Дама-командор Ордена Святых Михаила и Георгия за вклад в развитие внешней политики Великобритании и борьбу против сексуального насилия в зонах военных конфликтов. В октябре того же года королева Елизавета II лично вручила ей знаки отличия на частной церемонии.
За свою гуманитарную деятельность её сравнивали с Одри Хепбёрн. По этому поводу актриса заявила: «Я чувствую себя счастливой и привилегированной, что могу быть частью этого. И я уверена, что Одри чувствовала то же самое… Она смогла помочь миллионам детей по всему миру. Есть беженцы, которые нуждаются в помощи уже долгое время. И, конечно, вы знаете, мои дети будут навещать беженцев и учиться у них в будущем».

## Личная жизнь

### Отношения и браки
Анджелина Джоли впервые серьёзно влюбилась в четырнадцать лет, и эти отношения продлились два года. Её мать разрешила молодой паре жить вместе в своём доме, о чём позже актриса отзывалась следующим образом: перед ней стоял выбор — либо позволить дочери с парнем встречаться дома, под присмотром, либо рисковать, что подростки будут проводить время где-то на улице. Мать выбрала первый вариант, благодаря чему Джоли продолжала ежедневно ходить в школу и смогла в безопасной обстановке познать первую любовь.
Эти отношения, по словам актрисы, были эмоционально насыщенными, почти как брак, а их окончание побудило шестнадцатилетнюю Джоли полностью сосредоточиться на актёрской карьере. Во время съёмок фильма «Хакеры» (1995) у неё завязался роман с Джонни Ли Миллером — это был её первый партнёр после подросткового возлюбленного. Хотя после завершения работы над картиной они несколько месяцев не общались, в итоге пара воссоединилась и в марте 1996 года сыграла свадьбу. Джоли появилась на церемонии в чёрных резиновых штанах и белой футболке, на которой кровью было написано имя жениха. Однако уже через год брак распался: по словам актрисы, из-за плотного рабочего графика они почти не виделись. Тем не менее, Джоли сохранила теплые отношения с Миллером, называя его надёжным человеком и настоящим другом. Официально развод был оформлен в 1999 году, незадолго до её нового замужества.
Ещё до брака с Миллером на съёмках фильма «Ложный огонь» (1996) Джоли начала отношения с моделью и актрисой Дженни Шимицу. В 1997 году она признавалась, что, если бы не замужество, вероятно, связала бы жизнь именно с Дженни, поскольку влюбилась в неё с первого взгляда. По словам Шимицу, их роман продолжался несколько лет, даже несмотря на то, что Джоли в тот же период встречалась и с другими людьми. В интервью журналу Girlfriends актрису спросили, как она относится к тому, что считается секс-символом как для мужчин, так и для женщин. Она ответила, что это прекрасно, поскольку сама испытывает влечение к представителям обоих полов. В 2003 году, комментируя вопрос о своей бисексуальности, Джоли заявила, что, безусловно, открыта для отношений с женщиной, если возникнет искреннее чувство.
5 мая 2000 года после двух месяцев ухаживаний Джоли вышла замуж за Билли Боба Торнтона. Они познакомились на съёмках фильма «Управляя полётами» (1999), но тогда роман не завязался, поскольку Торнтон был помолвлен с Лорой Дерн, а Джоли, по некоторым данным, встречалась с Тимоти Хаттоном, своим партнёром по фильму «Изображая бога» (1997). Их брак привлек внимание СМИ из-за эксцентричных проявлений чувств: например, супруги носили на шеях ампулы с кровью друг друга. В марте 2002 года пара объявила о планах усыновить ребёнка из Камбоджи, но уже через три месяца неожиданно рассталась. Торнтон подал на развод, сославшись на несовместимость их образов жизни. Официально брак был расторгнут 27 мая 2003 года. Сама Джоли позже признавалась, что их расставание стало для неё неожиданностью: по её словам, они внезапно осознали, что между ними больше ничего нет, и это произошло отчасти потому, что в момент их знакомства она ещё не до конца понимала себя.

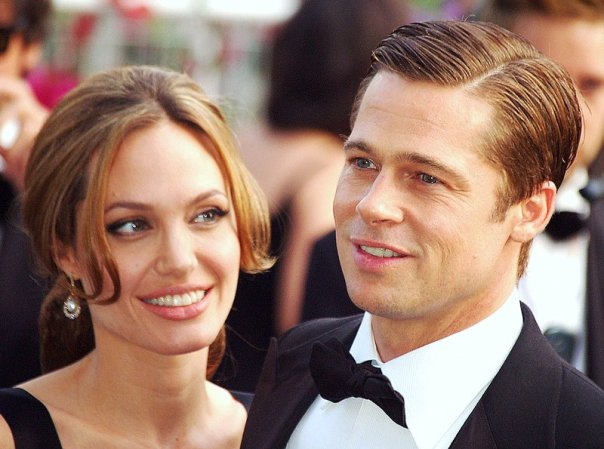
Джоли и Питт на Каннском кинофестивале 2007 года

В октябре 2005 года Джоли оказалась в центре громкого скандала, когда её обвинили в разрушении брака актёров Брэда Питта и Дженнифер Энистон. Сама актриса признавалась, что влюбилась в Питта во время съёмок фильма «Мистер и миссис Смит», однако категорически отрицала слухи о романе до его развода. Она подчёркивала, что, будучи дочерью человека, изменившего её матери, не могла бы простить себе связь с женатым мужчиной. В своих интервью Джоли заявляла: «Быть близкой с человеком, состоящим в браке, — это то, чего я не допустила бы. Я не смогла бы уважать себя, поступив так. Меня не может привлекать мужчина, способный изменить своей супруге». Ни она, ни Питт официально не комментировали характер их отношений вплоть до января 2006 года, когда Джоли подтвердила, что ждёт от него ребёнка.
Их отношения, продлившиеся двенадцать лет, привлекли огромное внимание прессы. Журналисты дали паре прозвище «Бранджелина» (сочетание их имён), и на протяжении всего этого времени они оставались одной из самых обсуждаемых и фотографируемых голливудских пар. Вместе они воспитывали шестерых детей, трое из которых были усыновлены. В апреле 2012 года Джоли и Питт объявили о помолвке, а 14 августа 2014 года официально оформили брак. Церемония состоялась в их французском поместье Шато Мираваль. После замужества актриса добавила к своему имени фамилию Питт. Однако спустя два года, 15 сентября 2016 года, пара рассталась, а 19 сентября Джоли подала на развод, указав в качестве причины «непримиримые разногласия». Официально их брак был расторгнут 12 апреля 2019 года.
Конфликт между бывшими супругами продолжился и после развода. Когда Питт подал в суд на Джоли из-за продажи её доли в совместном винограднике третьей стороне, актриса выдвинула встречные обвинения. В своих документах она утверждала, что в 2016 году, во время перелёта на частном самолёте, Питт допустил физическое и эмоциональное насилие по отношению к ней и их детям.

### Дети
| Дети Анджелины Джоли       | Дети Анджелины Джоли           | Дети Анджелины Джоли | Дети Анджелины Джоли           | Дети Анджелины Джоли                         |
| Имя                        | Оригинал имени                 | Дата рождения        | Место рождения                 | Дата усыновления                             |
| -------------------------- | ------------------------------ | -------------------- | ------------------------------ | -------------------------------------------- |
| Мэддокс Чиван Джоли-Питт   | Maddox Chivan Jolie-Pitt       | 5 августа 2001       | провинция Баттамбанг, Камбоджа | 10 марта 2002 — Джоли начало 2006 — Питт     |
| Захара Марли Джоли-Питт    | Zahara Marley Jolie-Pitt       | 8 января 2005        | Ауаса, Эфиопия                 | 6 июля 2005 — Джоли начало 2006 — Питт       |
| Шайло Нувель Джоли         | Shiloh Nouvel Jolie            | 27 мая 2006          | Свакопмунд, Намибия            |                                              |
| Пакс Тхиен Джоли-Питт      | Pax Thien Jolie-Pitt           | 29 ноября 2003       | Хошимин, Вьетнам               | 15 марта 2007 — Джоли 21 февраля 2008 — Питт |
| Нокс Леон Джоли-Питт       | Knox Léon Jolie-Pitt           | 12 июля 2008         | Ницца, Франция                 |                                              |
| Вивьен Маршелин Джоли-Питт | Vivienne Marcheline Jolie-Pitt | 12 июля 2008         | Ницца, Франция                 |                                              |

Джоли является матерью шестерых детей, трое из которых были усыновлены в разных странах мира, а трое являются её биологическими детьми.
Первого ребёнка Джоли усыновила 10 марта 2002 года. Им стал семимесячный Мэддокс Чиван, которого она взяла из детского дома в Баттамбанге, Камбоджа. Мэддокс родился 5 августа 2001 года в одной из местных деревень. Решение об усыновлении Джоли приняла после двух поездок в Камбоджу — сначала во время съёмок фильма «Лара Крофт: Расхитительница гробниц» (2001), а затем во время миссии Управления Верховного комиссара ООН по делам беженцев (УВКБ ООН). В ноябре 2001 года она вернулась в Камбоджу вместе со своим тогдашним мужем Билли Бобом Торнтоном, где они познакомились с мальчиком и подали документы на усыновление. Однако процесс был приостановлен в декабре того же года, когда правительство США запретило усыновление детей из Камбоджи из-за обвинений в торговле несовершеннолетними. Хотя позже посредник, занимавшийся оформлением документов для Джоли, был осуждён за мошенничество с визами и отмывание денег, её усыновление Мэддокса признали законным. После завершения всех процедур Джоли забрала мальчика в Намибию, где в тот момент снималась в фильме «За гранью» (2003). Несмотря на то, что о усыновлении было объявлено совместно с Торнтоном, юридически Джоли оформляла его одна, став матерью-одиночкой после расставания с мужем три месяца спустя.

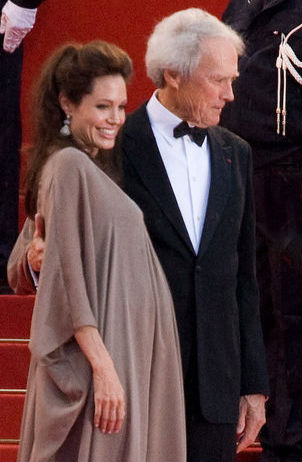
Беременная Джоли на премьере фильма «Подмена» на Каннском кинофестивале (2008)

Второго ребёнка — шестимесячную Захару Марли — Джоли удочерила 6 июля 2005 года из детского дома в Аддис-Абебе, Эфиопия. Девочка родилась 8 января 2005 года в городе Ауаса. Изначально Джоли считала, что Захара осталась сиротой из-за СПИДа, на основании свидетельства её бабушки, однако позже биологическая мать девочки публично заявила, что сама оставила семью, когда Захара заболела, и выразила благодарность за то, что её дочь оказалась в семье Джоли. В Эфиопию за Захарой Джоли отправилась вместе со своим партнёром Брэдом Питтом, хотя формально удочерение снова оформлялось только на неё. Позже она отметила, что они с Питтом совместно приняли решение об усыновлении ребёнка из Эфиопии, посетив страну ранее в том же году. После того как Питт выразил желание усыновить её детей, Джоли подала прошение об изменении их фамилии с «Джоли» на «Джоли-Питт», которое было удовлетворено 19 января 2006 года. Вскоре Питт официально усыновил Мэддокса и Захару.
Чтобы избежать повышенного внимания прессы к своей личной жизни, Джоли и Питт уехали в Намибию, где 27 мая 2006 года у них родилась первая биологическая дочь — Шайло Нувель Джоли-Питт. Девочка появилась на свет в городе Свакопмунд. Её второе имя было дано в честь французского архитектора Жана Нувеля. Чтобы предотвратить ажиотаж вокруг первых фотографий ребёнка, пара организовала их платную публикацию через агентство Getty Images, передав все вырученные средства в ЮНИСЕФ. Журналы People и Hello! приобрели права на публикацию снимков за 4,1 и 3,5 миллиона долларов соответственно, что стало рекордной суммой для celebrity-фотожурналистики того времени. Все средства были пожертвованы ЮНИСЕФ. Девочка всегда появлялась на публике в мужской одежде и с короткой стрижкой и никогда не скрывала своего желания быть мальчиком. В 2020 году в прессе появилось сообщение о том, что 14-летняя Шайло начала процедуры по смене пола. Но в конце 2021 года она отрастила волосы и начала носить более женственную одежду. 27 мая 2024 года Шайло Нувель, в свой 18-й день рождения, подала в суд заявление с просьбой убрать из её личных данных фамилию отца. В августе того же года эта просьба была удовлетворена.
15 марта 2007 года Джоли усыновила четырёхлетнего Пакса Тхиена из детского дома во вьетнамском Хошимине. Мальчик родился 29 ноября 2003 года и вскоре после рождения был оставлен биологическими родителями. Джоли и Питт посетили детский дом в ноябре 2006 года, после чего она подала документы на усыновление как мать-одиночка, поскольку вьетнамское законодательство не позволяло незамужним парам совместно усыновлять детей. После возвращения в США Джоли добилась изменения фамилии Пакса с «Джоли» на «Джоли-Питт», а 21 февраля 2008 года Питт официально усыновил мальчика.
На Каннском кинофестивале 2008 года Джоли подтвердила, что ждёт двойняшек. Роды прошли в июле того же года в клинике на побережье Ниццы, Франция, где на протяжении двух недель дежурили репортёры и фотографы. 12 июля 2008 года на свет появились Нокс Леон Джоли-Питт и Вивьен Маршелин Джоли-Питт. Мальчик получил своё имя в честь двух предков, а девочка была названа в честь матери Джоли. Первые фотографии близнецов были проданы журналам People и Hello! за 14 миллионов долларов, что сделало их самыми дорогими фотографиями знаменитостей на тот момент. Все доходы от продажи были переданы в благотворительный фонд Джоли-Питта.

### Гражданство Камбоджи
В 2004 году тогдашний премьер-министр Хун Сен предложил американской актрисе камбоджийское гражданство за её гуманитарную деятельность в стране. Камбоджа имеет особое значение для Джоли как место рождения её приёмного сына Мэддокса Чивана. Процесс получения гражданства был завершён, когда в 2005 году король Нородом Сиамони предоставил Джоли камбоджийское гражданство королевским указом.

### Профилактика рака
Я решила не скрывать свою историю, потому что многие женщины даже не подозревают, что, возможно, живут под угрозой рака. Я надеюсь, что они тоже смогут пройти генетическое тестирование и, если окажутся в группе высокого риска, узнают: у них есть надёжные варианты защиты.
16 февраля 2013 года 37-летняя Джоли перенесла профилактическую двойную мастэктомию (удаление молочных желез) после того, как узнала, что имеет 87 % риск развития рака молочной железы из-за мутации в гене BRCA1. Решение о генетическом тестировании было обусловлено семейной историей онкологических заболеваний: её мать болела раком молочной железы и умерла от рака яичников, бабушка также скончалась от рака яичников. Тетя актрисы, у которой была та же генетическая мутация, умерла от рака груди через три месяца после операции Джоли. После мастэктомии, которая снизила вероятность развития заболевания до менее чем 5 %, Джоли сделала реконструктивную операцию с использованием имплантов и аллотрансплантатов (тканей донора). Спустя два года, в марте 2015-го, на основании ежегодных обследований, показавших возможные признаки ранней стадии рака яичников, она перенесла профилактическую сальпингоофорэктомию (удаление яичников и маточных труб), поскольку из-за той же генетической аномалии риск развития этого заболевания составлял 50 %. Несмотря на заместительную гормональную терапию, операция привела к преждевременной менопаузе.
После каждой операции актриса подробно рассказывала о своём опыте в колонках для The New York Times, стремясь помочь другим женщинам принимать осознанные решения относительно здоровья. Она описывала процесс диагностики, ход операций и свои переживания, подчеркивая, что её выбор был продиктован заботой о шестерых детях. «Лично я не чувствую себя менее женственной, — писала Джоли. — Напротив, я ощущаю силу, потому что сделала осознанный выбор, который нисколько не умаляет моей женственности».
Заявление Джоли о мастэктомии вызвало широкий общественный резонанс и привлекло внимание к проблеме BRCA-мутаций и генетического тестирования. Её решение получило поддержку со стороны многих публичных деятелей, а активисты в сфере здравоохранения отметили важность повышения осведомленности о профилактических мерах. Эффект от публикаций Джоли, названный «Эффектом Анджелины» в заглавной статье Time, привел к значительному росту спроса на тестирование BRCA-генов по всему миру. В Австралии количество обращений за анализом утроилось, в Великобритании, отдельных регионах Канады и Индии — удвоилось, а в США и странах Европы также был зафиксирован заметный рост. Исследования в Канаде и Великобритании показали, что, несмотря на резкое увеличение числа тестирований, процент выявления носителей мутации остался прежним — это свидетельствовало о том, что информация достигла именно тех, кто находился в группе риска. В своей первой колонке Джоли выступала за расширение доступности генетических тестов, отмечая их высокую стоимость. В 2013 году Верховный суд США отменил патент компании Myriad Genetics на тестирование BRCA-генов, что способствовало снижению цен и увеличению доступности диагностики.

## Восприятие

### Общественный образ

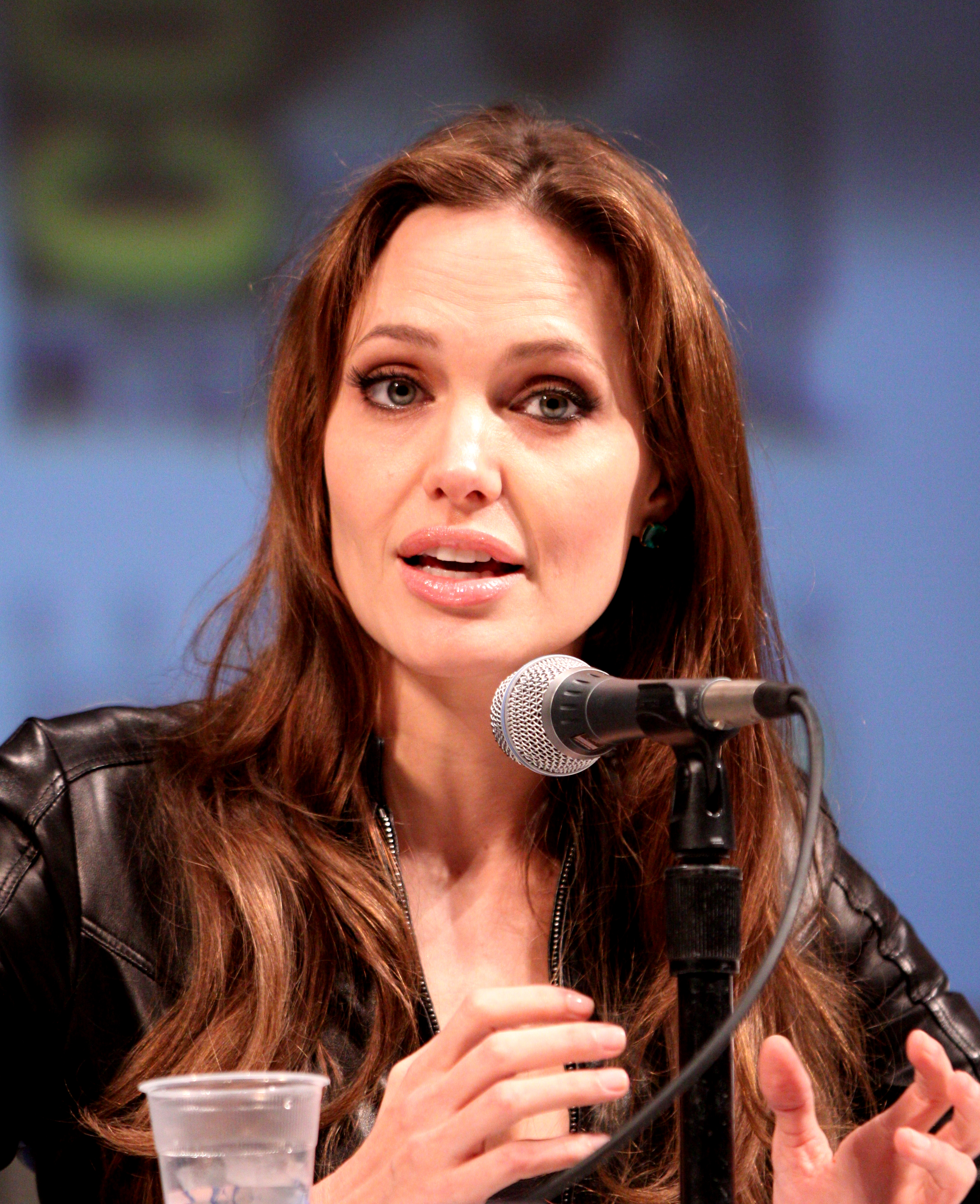
Джоли на Comic Con 2010

Анджелина Джоли, дочь оскароносного актёра Джона Войта, с детства находилась в центре внимания прессы. В начале карьеры она приобрела репутацию «бунтарки», что, как ни парадоксально, способствовало её стремительному успеху в конце 1990-х и начале 2000-х годов. В многочисленных статьях о знаменитостях часто упоминались её необычные увлечения, включая интерес к крови и холодному оружию, эксперименты с наркотическими веществами, а также откровенные подробности личной жизни — в частности, её бисексуальность и интерес к садомазохизму.
В 2000 году, отвечая на вопросы о своей прямолинейности, Джоли заявила: «Я говорю о вещах, через которые, возможно, проходят другие люди. Именно так и должны поступать творческие люди — выносить подобные темы на обсуждение, не претендуя на идеальность и не имея готовых ответов, чтобы понять, насколько это найдёт отклик у людей».

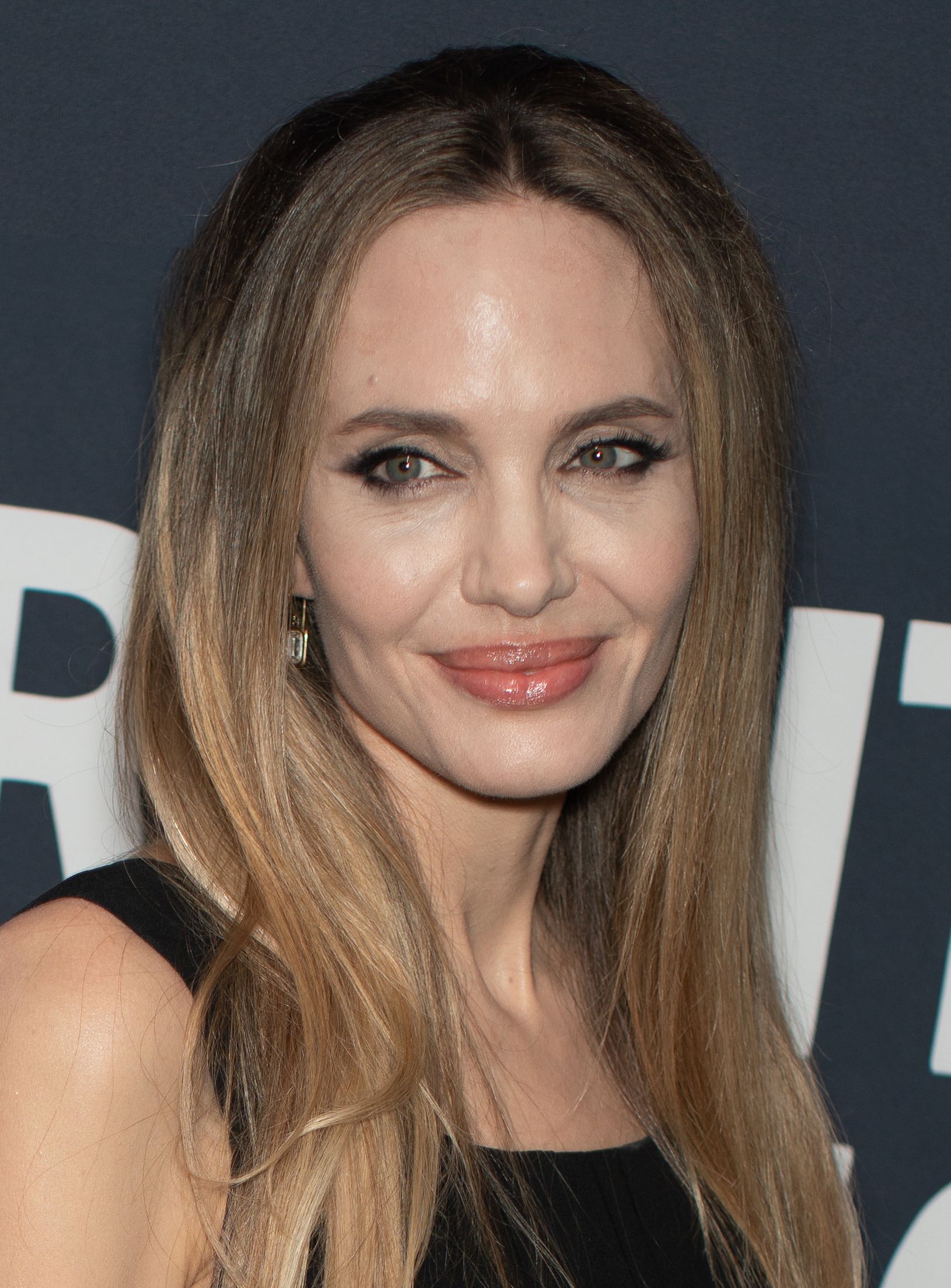
Джоли в 2024 году

Ещё одним фактором, подпитывавшим её противоречивый имидж, стали слухи о кровосмесительной связи с братом, возникшие после того, как, получив «Оскар» за роль в фильме «Прерванная жизнь», Джоли поцеловала брата в губы и сказала: «Я так люблю своего брата сейчас». Актриса опровергла эти домыслы, назвав их «разочаровывающими», поскольку «нечто красивое и чистое превратили в цирк». Она объяснила, что, будучи детьми разведённых родителей, они с братом всегда поддерживали друг друга эмоционально.
Перелом в общественном восприятии Джоли наступил после того, как в 26 лет она стала послом доброй воли Управления Верховного комиссара ООН по делам беженцев. Позже она отметила: «В свои двадцать с небольшим я боролась сама с собой. Теперь я направляю эту энергию в Вашингтон, чтобы бороться за действительно важные вещи». Благодаря активной гуманитарной деятельности её Q Score — показатель узнаваемости и симпатии среди публики — почти удвоился в период с 2000 по 2006 год, достигнув 25. Уровень узнаваемости актрисы также резко вырос: если в 2000 году её знали 31 % американцев, то к 2006 году этот показатель составил 81 %. К 2020 году этот показатель подскочил до 96 %. Примечательно, что Джоли удавалось формировать положительный имидж без помощи пиар-менеджеров и агентов.
Даже в 2005 году, когда её обвинили в разрушении брака Брэда Питта и Дженнифер Энистон, её Q Score оставался выше среднего. В этот период её публичный образ представлял собой неожиданное сочетание «разлучницы», матери, секс-символа и гуманитарного деятеля. Несмотря на противоречия, в 2015 и 2016 годах глобальные опросы YouGov назвали Джоли самой восхищаемой женщиной в мире.
Её влияние и финансовый успех хорошо задокументированы. Согласно международному исследованию ACNielsen, проведённому в 2006 году в 42 странах, Джоли и Питт были признаны самыми востребованными знаменитостями для рекламы брендов. Джоли сотрудничала с компаниями St. John и Shiseido в 2006—2008 годах, а спустя десятилетие стала лицом Guerlain. Её контракт с Louis Vuitton в 2011 году, оценивавшийся в $10 млн, стал рекордным для одиночной рекламной кампании.
Журнал Time включил её в список 100 самых влиятельных людей мира в 2006 и 2008 годах. Forbes в 2009 году назвал её самой влиятельной знаменитостью в мире, а также самой высокооплачиваемой актрисой Голливуда в 2009, 2011 и 2013 годах с доходами в $27, $30 и $33 млн соответственно. Кроме того, она неоднократно возглавляла рейтинги самых влиятельных актрис по версии Forbes в период с 2006 по 2013 год, подтверждая свой статус одной из ключевых фигур в индустрии

### Внешность

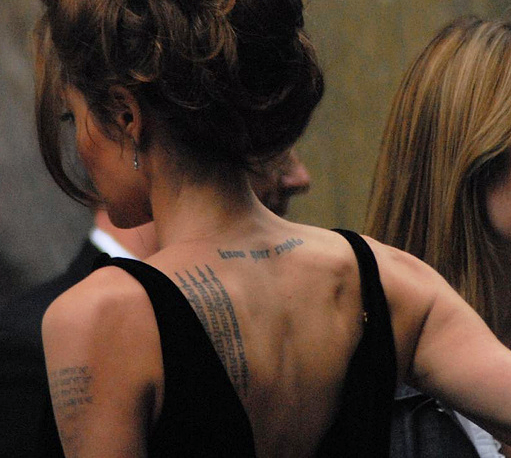
Джоли на премьере фильма «Её сердце» в 2007 году; видны несколько татуировок

Публичный образ Джоли неразрывно связан с её общепризнанной красотой и сексуальной привлекательностью. Многочисленные авторитетные издания, включая Vogue, People и Vanity Fair, неоднократно называли её самой красивой женщиной мира, в то время как Esquire, FHM и Empire присваивали ей титул самой сексуальной женщины современности. Эти звания часто основывались на результатах масштабных опросов, в которых Джоли неизменно опережала других знаменитостей. В 2011 году Men’s Health поместил её на десятое место в списке ста самых привлекательных женщин в истории.
Наиболее узнаваемыми чертами её внешности стали многочисленные татуировки, выразительные глаза и особенно её чувственные губы, которые The New York Times сравнивала по культурной значимости с подбородком Кирка Дугласа или глазами Бетт Дейвис. Среди её двадцати с лишним татуировок встречаются латинское изречение quod me nutrit me destruit, цитата Теннесси Уильямса A prayer for the wild at heart, kept in cages, четыре буддийские мантры на санскрите, двенадцатидюймовое изображение тигра и географические координаты мест, где она впервые встретилась со своими приёмными детьми. Со временем некоторые татуировки, включая имя её второго мужа «Билли Боб», были удалены при помощи лазера или скрыты под новыми рисунками.

В профессиональном плане статус секс-символа оказывал на карьеру Джоли как положительное, так и отрицательное влияние. Её наиболее кассовые фильмы, такие, как «Лара Крофт: Расхитительница гробниц» (2001) и «Беовульф» (2007), отчасти эксплуатировали её внешнюю привлекательность. Журнал Empire отмечал, что «пропорции фигуры», «кошачьи глаза» и «пухлые губы» актрисы стали важной составляющей её зрительского успеха. В то же время критики, включая обозревателя Salon Аллена Барру, указывали, что её «тёмная и интенсивная сексуальность» ограничивала диапазон ролей, делая её неубедительной в традиционных женских образах. Режиссёр Клинт Иствуд, под чьим руководством Джоли получила номинацию на «Оскар» за роль в фильме «Подмена» (2008), отмечал, что обладание «самым красивым лицом на планете» порой мешало зрителям воспринимать её драматический талант.

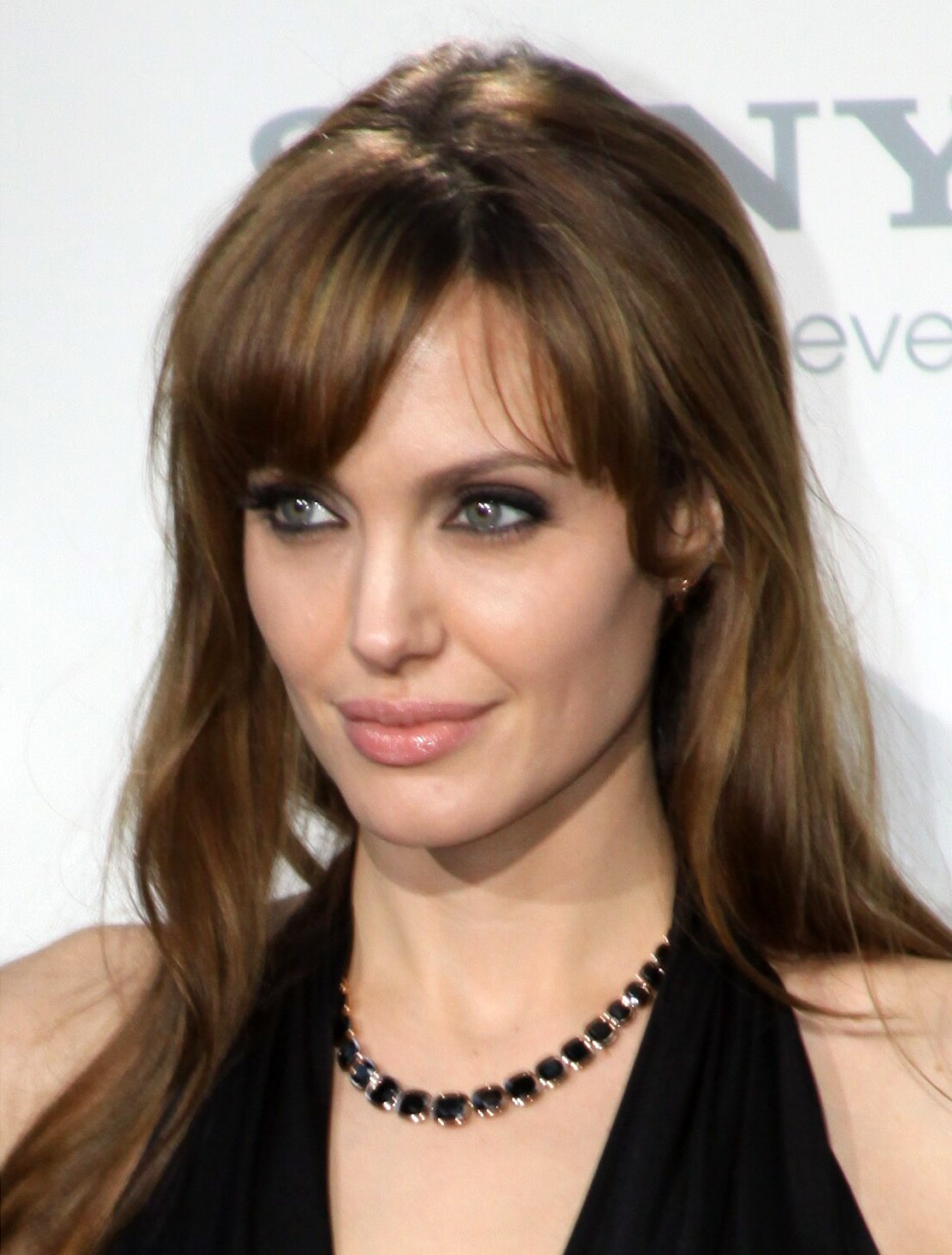
Джоли на премьере фильма «Солт» в 2010 году

Влияние Джоли на современную культуру оказалось значительным. В 2002 году основательница AfterEllen Сара Уорн обратила внимание на беспрецедентный феномен: женщины всех сексуальных ориентаций массово выражали восхищение внешностью актрисы, что стало новым явлением для американского общества. По словам Уорн, несмотря на обилие красивых актрис в Голливуде, именно Джоли вызывала столь единодушный интерес у людей разного пола и предпочтений. Её черты стали эталоном для женщин, прибегающих к пластической хирургии: к 2007 году она считалась «золотым стандартом красоты», а форма её губ оставалась самым копируемым элементом внешности среди знаменитостей вплоть до 2010-х годов. Опрос Allure в 2011 году показал, что Джоли олицетворяет современный американский идеал красоты, сменив прежний стандарт, который ассоциировался с моделью Кристи Бринкли. Журналистка Элизабет Анжелл связала эту трансформацию с расширением представлений о красоте, выходящих за рамки «кукольного» идеала. В 2013 году Джеффри Клюгер из Time подтвердил, что Джоли на протяжении многих лет воплощала женский идеал, а её откровенное обсуждение профилактической мастэктомии внесло новый смысл в понятие красоты.

### Стиль
Анджелина Джоли признана иконой стиля и законодательницей мод в мире знаменитостей. Её первые появления на красной дорожке относятся к десятилетнему возрасту, а в 1990-е годы она начала долгосрочное сотрудничество с модным домом Versace. В начале кинокарьеры её образы ассоциировались с готической эстетикой, кожей и кокетливой женственностью — стиль Джоли воспринимался как загадочный, драматичный и подчёркнуто чувственный. Переломным моментом в её модной репутации стало появление на церемонии вручения премий «Золотой глобус» в 1999 году в платье с пайетками от Randolph Duke. Особое внимание привлёк её наряд на 76-й церемонии вручения премий «Оскар» — белое атласное платье от Marc Bouwer, которое критики сравнивали с образами кинозвёзд классической эпохи Голливуда.
С переходом к режиссёрской и гуманитарной деятельности её стиль стал более сдержанным, элегантным и изысканным, отсылая к гламуру «старого Голливуда».. В 2010-е годы Джоли отдавала предпочтение атласным платьям, украшениям с бриллиантами и силуэтам в греческом стиле. Одним из самых знаковых её образов стало чёрное платье Versace на 84-й церемонии «Оскара», вошедшее в историю моды и поп-культуры, а её поза на красной дорожке породила множество интернет-мемов. В 2020-е годы актриса стала чаще выбирать устойчивую моду, делая акцент на экологичности и осознанном потреблении.

## Фильмография

### Актёрские работы
| Год  |    | Русское название                                    | Оригинальное название                      | Роль                          |
| ---- | -- | --------------------------------------------------- | ------------------------------------------ | ----------------------------- |
| 1982 | ф  | В поисках выхода                                    | Lookin' to Get Out                         | Тош                           |
| 1993 | ф  | Киборг 2: Стеклянная тень                           | Cyborg 2: Glass Shadow                     | Казелла (Каш) Риз             |
| 1995 | ф  | Хакеры                                              | Hackers                                    | Кейт Либби                    |
| 1995 | ф  | Без улик                                            | Without Evidence                           | Джоди Суэаринджен             |
| 1996 | ф  | Луна пустыни                                        | Mojave Moon                                | Элеанор (Эли) Ригби           |
| 1996 | ф  | Итальянские любовники                               | Love Is All There Is                       | Джина Малачичи                |
| 1996 | ф  | Ложный огонь                                        | Foxfire                                    | Легс Садовски                 |
| 1997 | ф  | Изображая Бога                                      | Playing God                                | Клэр                          |
| 1997 | ф  | Настоящие женщины                                   | True Women                                 | Джорджия Вирджиния Лоуши Вудс |
| 1997 | тф | Джордж Уоллес                                       | George Wallace                             | Корнелия Уоллес               |
| 1998 | ф  | Адская кухня                                        | Hell’s Kitchen                             | Глория                        |
| 1998 | тф | Джиа                                                | Gia                                        | Джиа Каранджи                 |
| 1998 | ф  | Превратности любви                                  | Playing by Heart                           | Джоан                         |
| 1999 | ф  | Управляя полётами                                   | Pushing Tin                                | Мэри Белл                     |
| 1999 | ф  | Власть страха                                       | The Bone Collector                         | Амелия Донахью                |
| 1999 | ф  | Прерванная жизнь                                    | Girl, Interrupted                          | Лиса Роув                     |
| 2000 | ф  | Угнать за 60 секунд                                 | Gone in Sixty Seconds                      | Сара (Свей) Вейланд           |
| 2001 | ф  | Лара Крофт: Расхитительница гробниц                 | Lara Croft: Tomb Raider                    | Лара Крофт                    |
| 2001 | ф  | Соблазн                                             | Original Sin                               | Джулия Расселл / Бонни Касл   |
| 2002 | ф  | Жизнь или что-то вроде того                         | Life or Something Like It                  | Ленни Керриган                |
| 2003 | ф  | Лара Крофт: Расхитительница гробниц. Колыбель жизни | Lara Croft Tomb Raider: The Cradle of Life | Лара Крофт                    |
| 2003 | ф  | За гранью                                           | Beyond Borders                             | Сара Джордан Бофорд           |
| 2004 | ф  | Забирая жизни                                       | Taking Lives                               | Иллеана Скотт                 |
| 2004 | мф | Подводная братва                                    | Shark Tale                                 | Лола                          |
| 2004 | ф  | Небесный Капитан и мир будущего                     | Sky Captain and the World of Tomorrow      | капитан Фрэнки Кук            |
| 2004 | ф  | Александр                                           | Alexander                                  | Олимпиада                     |
| 2005 | ф  | Мистер и миссис Смит                                | Mr. & Mrs. Smith                           | Джейн Смит                    |
| 2006 | ф  | Ложное искушение                                    | The Good Shepherd                          | Кловер Уилсон                 |
| 2007 | ф  | Беовульф                                            | Beowulf                                    | мать Гренделя                 |
| 2007 | ф  | Её сердце                                           | A Mighty Heart                             | Мариан Перл                   |
| 2008 | мф | Кунг-фу панда                                       | Kung Fu Panda                              | Тигрица                       |
| 2008 | ф  | Особо опасен                                        | Wanted                                     | Фокс                          |
| 2008 | ф  | Подмена                                             | Changeling                                 | Кристин Коллинз               |
| 2010 | ф  | Солт                                                | Salt                                       | Эвелин Солт                   |
| 2010 | мф | Праздник Кунг-фу панды                              | Kung Fu Panda Holiday Special              | Тигрица                       |
| 2010 | ф  | Турист                                              | The Tourist                                | Элиз Клифтон-Уорд             |
| 2011 | мф | Кунг-фу панда 2                                     | Kung Fu Panda 2                            | Тигрица                       |
| 2014 | ф  | Малефисента                                         | Maleficent                                 | Малефисента                   |
| 2015 | ф  | Лазурный берег                                      | By the Sea                                 | Ванесса                       |
| 2016 | мф | Кунг-фу панда 3                                     | Kung Fu Panda 3                            | Тигрица                       |
| 2019 | ф  | Малефисента: Владычица тьмы                         | Maleficent: Mistress of Evil               | Малефисента                   |
| 2020 | ф  | Питер Пэн и Алиса в стране чудес                    | Come Away                                  | Роуз Литтлтон                 |
| 2021 | ф  | Вечные                                              | Eternals                                   | Тена                          |
| 2021 | ф  | Те, кто желает мне смерти                           | Those Who Wish Me Dead                     | Ханна Фабер                   |
| 2024 | ф  | Мария                                               | Maria                                      | Мария Каллас                  |
| 2024 | мф | Кунг-фу панда 4                                     | Kung Fu Panda 4                            | Тигрица (камео)               |
| 2025 | ф  | Кутюр                                               | Couture                                    |                               |

### Режиссёрские работы
- 2007 — Место во времени[англ.] / A Place in Time
- 2011 — В краю крови и мёда / In the Land of Blood and Honey
- 2014 — Несломленный / Unbroken
- 2015 — Лазурный берег / By the Sea
- 2017 — Сначала они убили моего отца / មុនដំបូងខ្មែរក្រហមសម្លាប់ប៉ារបស់ខ្
- 2022 — Без крови / Without Blood

## Награды и номинации
За свою карьеру Джоли выигрывала и была номинирована на множество наград, в том числе: четыре премии BAFTA, две премии «Эмми», два «Золотых глобуса», премию Гильдии киноактёров США. Как актриса она дважды побеждала в номинации «Лучшая драматическая актриса» (2007 и 2008), а также выигрывала в категории «Лучшая актриса второго плана» в 2000 году. Кроме того, Джоли получила «Оскар» за лучшую женскую роль второго плана в том же 2000 году. В качестве продюсера она выиграла «Золотой глобус» и премию в номинации «Лучший фильм на иностранном языке».

### Государственные награды
- Орден Республики Ингушетия «За заслуги» (2003) — за выдающиеся заслуги в гуманитарной деятельности по оказанию помощи беженцам и вынужденным переселенцам[186].